# Самара
Сама́ра (с 27 января 1935 года по 25 января 1991 года — Ку́йбышев) — город в Среднем Поволжье России, центр Поволжского экономического района и Самарской области, образует городской округ Самара. Город трудовой и боевой славы (2016). Город трудовой доблести (2020) .
По данным на 1 января 2025 года, население составляет ↘1 154 223 чел.: одиннадцатый по численности населения город России. В пределах агломерации, третьей по численности населения в России, проживает свыше 2,7 млн человек.
Город расположен на левом берегу Саратовского водохранилища напротив Самарской Луки, при впадении в неё рек Самары (отсюда название города) и Сок. Впервые название реки Самары упоминается в записках секретаря арабского посольства и путешественника Ахмеда ибн Фадлана (921 год) как «Самур».
Крупный экономический, транспортный, научно-образовательный и культурный центр. Самара также представляет собой крупный центр машиностроения и металлообработки, металлургии, нефтеперерабатывающей, пищевой, а также космической и авиационной промышленности. В городе располагается более 150 крупных и средних промышленных предприятий (по данным на 2019 год).
В Самаре расположены одна из самых длинных в России речных набережных и самое высокое здание железнодорожного вокзала в Европе. Кроме того, площадь Куйбышева является первой по размеру площадью в Европе. В 2018 году Самара стала одним из городов, где проводились матчи чемпионата мира по футболу.
Указом Президента Российской Федерации от 2 июля 2020 года городу было присвоено звание «Город трудовой доблести».

## Этимология
Существует несколько версий о происхождении названия города.
Первая версия гласит, что «Самар» с тюркского языка обозначает «река в степи» или «степная река», так как «ар» (или «ер») на тюркском означает «река», а «сам» в переводе с некоторых диалектов означает «степь».
Вторая версия принадлежит немецкому слависту Максу Фасмеру, который относил происхождение слова «Самара» к татарскому и чувашскому «samar», калмыцкому «samr» и киргизскому «sardar». Значение всех этих слов —  мешок, таз или кувшин. Фасмер считал, что в тюркских наречиях «самар» и похожие слова могли означать излучину реки, которая похожа на мешок или кувшин.
Третья версия — эрзянская. Её предложил советский лингвист Борис Серебренников в одной из своих работ[где?]. Он заметил, что в слове «Самар» присутствует характерное окончание «мар», которое в переводе с эрзянского означает «холм». Первая часть слова «Самар», «са» — изменённое слово «сея», то есть — коза. В старинных картах[где?] прямо указано, что поселение Самар стоит на реке «белой козы». Таким образом, Самара — это «город на козьем холме».
В арабских источниках река Самара упоминается в 922 году. Тогда по пределам Булгарии передвигался большой посольский караван арабов. Арабский путешественник Ибн Фадлан сделал пометку в своих дорожных записках, что караван переправился через реку Самур — южную границу Восточной Булгарии. Так называли реку проживающие в Волжской Булгарии тюрки-кочевники. На юге Республики Дагестан есть река Самур, чей гидроним  имеет позднее происхождение, но период его возникновения либо трактуется по-разному, либо не уточняется[значимость факта?].
Город основан в 1586 году как крепость при впадении в Волгу Самарской перебоины — широкого рукава реки Самары. Первое время упоминается в грамотах как Самарский городок, Самарский город, с начала XVII века в употребление входит название город Самара. В 1935 году был переименован в Куйбышев в память о советском партийном и государственном деятеле Валериане Куйбышеве, в 1991 году городу возвращено название Самара.

## Физико-географическая характеристика

### Географическое положение
Самара расположена напротив Самарской Луки, на левом берегу Саратовского водохранилища на реке Волге, между устьями рек Самары и Сок. Город имеет неправильную, «изрезанную» на севере форму. Протяжённость в меридианном направлении — 50 км, в широтном — 20 км.
Географические координаты исторической части города: 53°12′ северной широты и 50°06′ восточной долготы. Географические координаты центра жилой Самары 53°13′19″ северной широты, и 50°11′36″ восточной долготы (на переулке Фуражном установлен памятный камень). Площадь территории города — около 541 км².
| С-З | Тольятти ~ 79 км Ульяновск ~ 242 км | Димитровград ~ 157 км Казань ~ 441 км | Бугульма ~ 252 км Нижнекамск ~ 354 км Набережные Челны ~ 386 км Уфа ~ 463 км | С-В |
| З   | Пенза ~ 444 км Саранск ~ 470 км     | Роза ветров                           | Магнитогорск ~ 775 км Челябинск ~ 880 км                                     | В   |
| Ю-З | Саратов ~ 484 км Волгоград ~ 853 км | Уральск ~ 246 км Атырау ~ 751 км      | Оренбург ~ 407 км Орск ~ 674 км                                              | Ю-В |

### Часовой пояс
Самара находится в часовой зоне МСК+1. Смещение применяемого времени относительно UTC составляет +4:00. В соответствии с применяемым временем и географической долготой средний солнечный полдень в Самаре наступает в 12:39.

### Рельеф
Город расположен на новых (кайнозойских) образованиях, которые лежат на пермских и каменноугольных породах, образовавшихся 240—300 млн лет назад. Кристаллический фундамент архейской эры залегает на глубине 1400—1600 метров. Рельеф города умеренно всхолмлённый. Наибольшей высотой отличается северная часть города (Красноглинский район), в состав которого входят Сокольи горы. Наивысшей точкой местности, входящей в административную городскую черту Самары, является гора Тип-Тяв высотой 286 м над уровнем моря. На юго-запад, вдоль Волги, рассекаемая несколькими оврагами местность плавно понижается примерно до площади Революции, после которой быстро снижается до уровня минимальных высот, который составляет 28 м над уровнем моря и совпадает с уровнем Волги. На юг и юго-восток, вплоть до улицы Победы, местность понижается более резко, далее очень медленно снижается вплоть до минимальных высот, совпадающих с уровнем реки Самары (те же 28 м над уровнем моря).
Со стороны Волги преобладают песчаные почвы, со стороны реки Самары — глинистые.

### Климат
Климат умеренно континентальный. Лето жаркое и довольно влажное. Зима умеренно-морозная, снежная, длительная. Весна и осень довольно короткие, прохладные. От севера к югу городского округа более выраженно проявляются черты континентального засушливого климата, что обусловлено различным влиянием речного воздушного потока Волги. Разность среднемесячных летних и зимних температур достигает 31 °C, а разность абсолютных экстремумов — 84 °C. Максимумы выпадения осадков достигаются в январе и декабре. Самый засушливый месяц — май. Зимой преобладает южный ветер, весной и летом — северный, осенью — юго-западный и южный.
- Среднегодовая температура +6,1 °C;
- Среднегодовая скорость ветра — 3,3 м/с;
- Среднегодовая влажность воздуха — 74 %;

| Показатель                                                                                   | Янв.  | Фев.  | Март  | Апр.  | Май  | Июнь | Июль | Авг. | Сен. | Окт.  | Нояб. | Дек.  | Год  |
| -------------------------------------------------------------------------------------------- | ----- | ----- | ----- | ----- | ---- | ---- | ---- | ---- | ---- | ----- | ----- | ----- | ---- |
| Абсолютный максимум, °C                                                                      | 5,2   | 6,8   | 16,7  | 31,1  | 35,9 | 38,4 | 39,4 | 39,9 | 34,0 | 26,0  | 14,7  | 7,3   | 39,9 |
| Средний суточный максимум, °C                                                                | −6,7  | −5,8  | 0,9   | 12,4  | 21,4 | 25,3 | 27,3 | 25,5 | 19,0 | 10,3  | 0,7   | −5,2  | 10,3 |
| Средняя температура, °C                                                                      | −9,6  | −9,3  | −2,9  | 7,5   | 15,6 | 19,8 | 21,9 | 19,9 | 13,8 | 6,5   | −1,7  | −7,8  | 6,1  |
| Средний суточный минимум, °C                                                                 | −12,3 | −12,5 | −6,2  | 3,2   | 10,3 | 14,7 | 16,8 | 15,0 | 9,6  | 3,5   | −3,8  | −10,2 | 2,3  |
| Абсолютный минимум, °C                                                                       | −44   | −36,9 | −36,1 | −20,9 | −4,9 | −0,4 | 6,0  | 4,1  | −3,4 | −15,7 | −28,1 | −41,3 | −44  |
| Норма осадков, мм                                                                            | 55    | 43    | 42    | 40    | 38   | 47   | 46   | 40   | 45   | 49    | 46    | 51    | 549  |
| Источник: Климат Самары. — Мониторинг погоды и климата России. Дата обращения: 30 июля 2022. |       |       |       |       |      |      |      |      |      |       |       |       |      |

### Экологическое состояние
Основными стационарными источниками загрязнения атмосферы являются предприятия строительной, нефтехимической, нефтеперерабатывающей, электротехнической, металлургической, авиаприборостроительной, энергетической отраслей промышленности, расположенные на всей территории города, однако наибольшая их часть сосредоточена в районе так называемой Безымянской промзоны.
- Показатель загрязнённости воздуха взвешенными веществами над территорией города составлял в 2009 году на 43 % больше, чем в среднем по России[28].
- Самый неблагополучный район по состоянию окружающего воздуха (на 2009 год) — Кировский. Максимальное содержание в атмосфере хлористого водорода отмечалось в Зубчаниновке[28]. Как наиболее благополучный с точки зрения экологии был выделен Красноглинский район.
- В 2009 году на территории города работали 105 мощных промышленных предприятий, ежедневно выбрасывающих в воздух десятки тонн загрязняющих веществ, многие из них располагались вблизи жилых массивов. Основные загрязнители воздуха среди промышленных предприятий — АО «КНПЗ», ОАО «ЗПОН», ОАО «Металлист-Самара»[28].
- Согласно данным наблюдений, в 2011 году было отмечено превышение нормы среднегодового содержания в атмосферном воздухе четырёх веществ: формальдегида (3 ПДК), бензапирена (1,6 ПДК) и углеводородов (1,1 ПДК), основными источниками которых являются автотранспорт и предприятия нефтеперерабатывающей промышленности, а также аммиака (1,8 ПДК), источником которого являются предприятия, использующие аммиак в качестве хладагента, а также процессы гниения (разложения) органических веществ на несанкционированных свалках и в не канализированном частном секторе[27].

По состоянию на 2011 год на территории городского округа отсутствовали участки с превышением регламентируемой величины потенциальной радоноопасности. В течение года уровень радиационного фона не превышал 15 мкР/час, что ниже установленного критического значения для данной местности (20—21 мкР/час).
Площадь зелёных насаждений общего пользования в целом по городу составляла в 2009 году 3,5 м² на человека (с учётом городских лесов), что не соответствует нормативной.
| Год  | Индекс ИЗА | Выбросы в атмосферу (тыс. тонн) | Сбросы в гидросферу (млн. м³) |
| ---- | ---------- | ------------------------------- | ----------------------------- |
| 2001 | н/д        | 51,0                            | нет данных                    |
| 2002 | 11,9       | 48,0                            | 389,22                        |
| 2003 | 14,4       | 36,0                            | нет данных                    |
| 2004 | 11,0       | 34,5                            | 377,35                        |
| 2005 | 10,5       | 33,7                            | 375,00                        |
| 2006 | 10,8       | 35,4                            | 378,70                        |
| 2007 | 11,2       | 32,8                            | 379,10                        |
| 2008 | 11,1       | 35,1                            | 358,70                        |
| 2009 | 11,3       | 35,7                            | 339,88                        |
| 2010 | 10,6       | 36,5                            | 298,31                        |

## Символика

### Герб
Действующий герб города утверждён решением Самарской городской думы № 187 от 26 ноября 1998 года (с изменениями в 2011 году) и имеет следующее описание: «Герб города Самары представляет собой простой (неразделённый) щит французской формы, в центре которого изображена в лазуревом поле стоящая на зелёной траве дикая белая коза. Щит Герба увенчан золотой императорской короной». Щит представляет собой прямоугольник, основание которого составляет 8/9 его высоты.

### Флаг
Флаг городского округа Самара представляет собой прямоугольное полотнище из трёх равновеликих горизонтальных полос (верхняя — красная, средняя — белого и нижняя — голубого цвета) с изображением Герба города Самары. На голубой полосе Флага, под Гербом, расположена надпись «Самара», выполненная золотистыми буквами. Отношение ширины к длине флага составляет 1:2. Герб города Самары изображён по центру флага. Соотношение высоты и ширины герба к ширине и длине Флага составляет соответственно 1:2 и 1:7. Расстояние от верхней кромки флага до герба составляет 1:7 ширины флага. Расстояние от нижней кромки Флага до основания надписи относится к ширине флага как 1:7. Высота заглавной буквы равна высоте короны. Высота строчных букв составляет 1:10 ширины флага. Флаг утверждён Самарской городской думой 30 декабря 1998 года.

## История

### Ранние упоминания
Топоним «Самарха» (Самара) присутствует в средневековой западноевропейской картографической традиции. Одним из первых известных упоминаний этого скифского топонима можно считать «Хронику» (лат. Chronicon, 1130/1131—1135 гг.) Гуго Сен-Викторского. Легенда Эбсторфской карты XIII века отмечает, что город «Самарха 〈…〉 в Скифии 〈…〉 находится под совместным управлением [двух] царей: один из них является язычником, а другой — христианин». При этом Скифия, как свидетельствует другая легенда этой карты, «простирается от самого крайнего востока до Океана, а на Юге до Кавказских гор».
Если учитывать разрыв между фиксацией того или иного положения вещей и нанесением информации на карту, а этот процесс занимает в среднем 30—50 лет, то можно говорить о существовании города уже в конце XI века. А если предположить, что «Хроника» Гуго Сен-Викторского имела в своей основе ещё и графический протограф, то мы приблизимся и к середине XI века, когда Хазария ещё существовала. То есть на Эбсторфской карте мира и на Верчельской табуле, а также на их протографах первой половины XII века, которые до нас не дошли, содержится информация, как минимум первой половины IX века, которая относится к истории Хазарии до первого периода иудаизации правящей верхушки в 802/803 году.
На основании вышеизложенного, возможно говорить о существовании города Самарха уже около 802/803 года. Однако подобные выводы, сделанные в результате исторического исследования, опирающегося, главным образом, на средневековые источники, нуждаются в подтверждениях данными археологии, в том числе подводной.

### Основание города
Город получил название от реки Самары. Основание крепости Самарский городок в Самарском урочище произошло в 1586 году по указу царя Фёдора Иоанновича на берегу реки Самары вблизи её впадения в Волгу под руководством князя Г. О. Засекина и стрелецких голов́ «товарища» (заместителя воеводы) Елчанинова и Стрешнева. Цель возведения крепости — защита судоходства на Средней Волге и охрана государственных рубежей от набегов со стороны степи.
В 1586 году Самара уже существовала, о чём свидетельствует «Пискарёвский летописец»:
«Лета 7094 положил опалу царь и великий князь Фёдор Иоаннович на князя Андрея Иоанновича Шуйского да на Петра Головина казначея: поделом ли, или нет, то бог весть. И князя Андрея сослал в Самару, и тамо скончался нужно»«Пискарёвский летописец»
До начала возведения в устье реки Самары русской крепости московское правительство вело переговоры с ногайским мурзой. Чтобы решить вопрос постройки крепости мирным путём, власти мотивировали строительство исключительно целями защиты ногайцев «отъ воровъ отъ казаковъ».
Основное предназначение крепости заключалось в том, что она позволяла контролировать огромную территорию среднего течения Волги и устья Самары, вести планомерное завоевание земель, прикрытие Руси от набегов кочевников и обеспечение водного пути от Казани до Астрахани.
Крепость была построена на территории современного Самарского завода клапанов и к югу от него. Строилась она с 9 мая по 6 (16) августа 1586 года. Первыми жителями стали служилые люди: дети боярские, стрельцы, пушкари и воро́тники, которые несли сторожевую службу, охраняя новую крепость «отъ воровъ» и от ногайских нападений. До наших дней крепость не сохранилась (сгорела в пожарах 1690 и 1703 гг.), однако в 1986 году, в память о четырёхсотлетии города, на углу улиц Водников и Кутякова были возведены сруб, условно имитирующий одну из башен самарской крепости и фрагмент стены с памятной доской.

### Уездный город
Весной 1646 года была проведена первая подворная перепись Самары с посадом, единственной на тот момент — Болдырской — слободой и с уездом (о раннем сложении вокруг города Самары уезда с поместьями местных дворян есть сведения, и предшествующие переписи). Таким образом, крепость Самара имела все права города с момента основания в 1586 году. В 1708 году при Петре I Самара стала девятым городом только созданной Казанской губернии, а в 1719 году была приписана к Астраханской. В то время в Самаре насчитывалось 210 дворов.
В XVII—XVIII веках Самара оказалась в центре двух так называемых крестьянских восстаний. В 1670 году Самара была захвачена войсками Степана Разина, а в 1773 году Самара была первым городом, перешедшим на сторону Емельяна Пугачёва.
В 1740-е годы Самара стала центром размещения Оренбургской экспедиции, создавшей города Оренбург и Ставрополь. Одним из четырёх её руководителей был В. Н. Татищев. Между 1773 и 1780 годами Самара превратилась в заштатный город, а центром уезда стал город Ставрополь (ныне Тольятти). В 1780 году был создан уезд (в ходе уездной реформы Екатерины II) во главе с Самарой, который вошёл в Симбирскую губернию. Вскоре в Самаре открылись уездные присутственные места: городническое правление, магистрат, казначейство, дворянская опека, уездный, земский и сиротские суды. В 1782 году был утверждён первый генеральный план застройки города.

### Губернский город
6 (18) декабря 1850 года император Николай I издал Указ Правительствующему Сенату о создании Самарской губернии, центром которой стала Самара с населением в 15 тысяч жителей. К концу XIX века население Самары достигло 90 тысяч человек, а к 1916 году здесь уже проживало около 150 тысяч человек.
В это время Самарская губерния стояла на первом месте в Российской империи по количеству собираемой пшеницы. Активная торговля колониальными, мануфактурными и прочими товарами осуществлялась в 375 лавках. Еженедельно на двух площадях проводились базары. В течение года проходили три крупные ярмарки: Соборная (осенняя), Казанская и Воздвиженская (летние), которые длились по десять дней, на ярмарках торговали, преимущественно, зерном, салом, шерстью, лошадьми, кожами, скотом, верблюжьим сукном.
В 1874 году началось строительство Оренбургской железной дороги, в 1877 году прошедшей через Самару.
Самарская пристань признавалась одной из лучших на Волге, и ежегодно с неё уходило и прибывало до тысячи судов с различными грузами.
В 1915 году пущен электрический трамвай.

### Революционный период
Известие о Февральской революции пришло в Самару 1 (14) марта 1917 года. Для обсуждения событий было созвано совещание городской думы. На нём исполнявший обязанности городского главы В. П. Ушаков прочитал телеграмму председателя Государственной Думы М. В. Родзянко о том, что был избран «особый временный городской комитет безопасности» для выработки экстренных мер к поддержанию порядка и спокойствия в городе, который будет пополняться представителями различных общественных организаций. Слухи о свержении существовавшего строя быстро распространилось в казармах, солдаты стали присоединяться к митингам рабочих, служащих, учащихся города, а после получения Приказа № 1 Петроградского совета в войсковых частях Самарского гарнизона стали образовываться солдатские комитеты. Совет рабочих депутатов содействовал организации совета солдатских депутатов. 7 (20) марта 1917 года состоялось их первое совместное заседание; подавляющее большинство в Самарском совете солдатских депутатов на первых порах принадлежало эсерам и меньшевикам.
Октябрьская революция 1917 года произошла в городе без единого выстрела. О победе советской власти объявил со сцены цирка-театра «Олимп» (теперь на этом месте филармония) В. В. Куйбышев.
В июне 1918 года большевики были свергнуты совместными усилиями городских повстанцев и чехословацкого корпуса из бывших военнопленных австро-венгерской армии. На 4 месяца власть перешла к КОМУЧу — эсеровскому комитету членов учредительного собрания, стремившихся восстановить в России демократию.
В этот момент была воссоздана Российская республика из нескольких губерний, занятых чехами, Самара стала её столицей.
7 октября 1918 года советская власть была восстановлена при отступлении комучевской Народной армии из города и входа туда частей Красной армии под командованием Ивана Кутякова и Гаи Гая.

### Советский период
В 1928 году Самара стала центром Средне-Волжской области. В 1929 году область была реорганизована в Средневолжский край. С 27 января 1935 года по 25 января 1991 года город назывался Ку́йбышевом, в честь советского государственного и партийного деятеля В. В. Куйбышева.
Во время Великой Отечественной войны (ВОВ) в июле — октябре 1941 года в город были эвакуированы ряд предприятий из западных регионов страны и их персонал с семьями (значительная часть предприятий и населения были размещены на Безымянке). По Постановлению Государственного Комитета Обороны СССР № ГКО-831 от 15 октября 1941 года «Об эвакуации столицы СССР г. Москвы» в город эвакуированы из Москвы СНК СССР, Верховный Совет СССР, дипломатические представительства, крупные учреждения культуры (например, Большой театр, Мосфильм). Город Куйбышев становится де-факто столицей СССР. 5 марта 1942 года в городе была дописана и впервые исполнена седьмая Ленинградская симфония Д. Д. Шостаковича. Для Верховного главнокомандующего Сталина был построен бункер. Однако Ставка Верховного Главнокомандования, Государственный комитет обороны (высший орган власти в стране в период ВОВ), Генштаб РККА оставались в Москве. 7 ноября 1941 года, в день Великой Октябрьской социалистической революции, 1-й донецкий маршал СССР К. Е. Ворошилов провёл на главной площади города военный парад и войсковой смотр частей РККА перед сражением под Москвой.
К 1945 году уровень промышленного производства в Самаре увеличился в 5,5 раза по сравнению с 1940 годом. За годы войны население города выросло в полтора раза (с 400 до 600 тысяч человек)
Город внёс значительный вклад в победу над нацистской Германией. Было начато производство оружия и боеприпасов. За годы войны на куйбышевских авиационных заводах № 1 и № 18 выпущено около 28 тысяч штурмовиков Ил-2 и Ил-10 — около 80 % от их общего количества. В дни обороны Кавказа город обеспечивал армию и народное хозяйство горючим.
В город приезжали многие иностранные руководители, в том числе президент Франции Шарль де Голль.
После войны Куйбышев стал крупнейшим промышленным и культурным центром СССР. Здесь создан мощный потенциал авиационной (а с 1958 года космической), машиностроительной, металлургической, электротехнической, кабельной, нефтеперерабатывающей и лёгкой промышленности. С 1960 по 1991 год Куйбышев был закрытым для иностранцев городом.
О значимости Куйбышева свидетельствует и тот факт, что он был включён в число 20 городов СССР подлежащих атомной бомбардировке, согласно первому послевоенному плану войны против СССР (План «Totality») разработанному в США уже в 1945 году, а также включался и в последующие подобные планы.
Все советские и российские космонавты стартовали в космос на ракетах-носителях семейства Р-7, производимых самарским предприятием «ЦСКБ-Прогресс», в том числе первый космонавт планеты Гагарин 12 апреля 1961 года; после приземления в районе Энгельса его привезли в Куйбышев, здесь он отдыхал 2 дня на даче областного комитета КПСС, отсюда докладывал по телефону главе государства Н. С. Хрущёву об успешном выполнении первого в истории человечества пилотируемого полёта в космос.
Помимо развития промышленности, происходили положительные изменения в социально-экономическом развитии города: высокими темпами осуществляется жилищное строительство (внедряется комплексная квартальная застройка), развиваются учреждения социальной сферы, строятся новые дороги.
В 1962 году инициативной группой в Куйбышеве был основан Городской молодёжный клуб (ГМК-62), впоследствии неоднократно упоминавшийся в центральной прессе. ГМК-62 реализовал ряд проектов в области культурно-досуговой деятельности, в числе которых — первый сольный концерт Владимира Высоцкого перед многотысячной аудиторией, джаз-фестиваль «Весна», международный конкурс пианистов им. Дмитрия Кабалевского.
14 сентября 1967 года в Куйбышеве родился миллионный житель, которым стала Наталья Белова. К концу 1970-х население города достигло 1,2 миллиона человек.
В 1986 году город достигает максимальной численности населения — 1 267 000 человек.

### Современный этап развития
В 1980—1990-х годах курс на перестройку и последующая приватизация оказали сильное влияние на развитие города. Задачи конверсии военного производства отрицательно повлияли на экономику Куйбышева, бывшего на тот момент крупным военно-промышленным центром страны. В результате конверсии стали банкротами многие крупные предприятия (4 ГПЗ, завод имени Масленникова). На их площадях возникли мелкие производства товаров, появились места торговли и культурно-массовые учреждения (клубы, кинотеатры, бары, рестораны и т. п.). Потеря рабочих мест, замедление темпов экономического роста отрицательно сказались на демографической ситуации, состоянии инфраструктуры.
25 января 1991 года указом Президиума Верховного Совета РСФСР городу было возвращено историческое название Самара.
Экономический кризис, начавшийся в советские годы, усилился в 1998 году, в это время окончательно развалились предприятия ВПК, которые так и не смогли переориентироваться на гражданское производство. Исключениями стали единицы, такие предприятия, как ЦСКБ «Прогресс», «Авиакор» и другие.
С 2000 года в Самаре шло активное развитие строительного сегмента. При этом отсутствовала общая стратегия застройки города, что в итоге повлекло за собой явные нарушения в архитектурном стиле города, а также значительно ухудшило качество инфраструктуры. Город является одним из лидеров страны по замороженным объектам гражданского строительства — в каждом районе города количество недостроенных или несданных домов измеряется десятками. При этом отсутствует какая-либо политика со стороны региональных властей в решении данного вопроса.
Тем не менее, несмотря на предшествующие потери от процесса конверсии ВПК, город сохраняет лидерские позиции в регионе, в основном за счёт ряда нефтяных и нефтехимических предприятий. В сентябре 2016 года Самаре было присвоено звание «Город трудовой и боевой славы».
В 2018 году Самара стала одним из городов-хозяев Чемпионата мира по футболу, матчи которого прошли на стадионе «Самара Арена».
2 июля 2020 года Самаре присвоено звание «Город трудовой доблести». 10 декабря 2021 года установлен Мемориальный комплекс на Аллее трудовой славы на проспекте Юных Пионеров. Центральным элементом мемориального комплекса стала стела из стекла и металла высотой около 26 метров. На центральную часть монумента нанесены изображения самолёта Ил-2 и военного парада, прошедшего в 1941 году на площади имени В. В. Куйбышева, а вокруг установлено 10 пилонов с информацией о подвигах жителей города и фотоснимках военных лет.
Банк России 2 мая 2024 года выпустил памятную 10-рублевую монету, посвящённую городу трудовой доблести Самара

## Население
| 1646       | 1670       | 1811       | 1840       | 1851       | 1856       | 1863       | 1875       | 1897       |
| ---------- | ---------- | ---------- | ---------- | ---------- | ---------- | ---------- | ---------- | ---------- |
| 317        | ↗700       | ↗4400      | ↗13 700    | ↗14 920    | ↗24 400    | ↗34 100    | ↗54 722    | ↗90 000    |
| 1900       | 1911       | 1913       | 1914       | 1923       | 1926       | 1931       | 1933       | 1937       |
| ↗109 640   | ↗153 200   | ↘106 800   | ↗143 800   | ↗147 400   | ↗171 818   | ↗222 308   | ↗259 100   | ↗329 813   |
| 1939       | 1943       | 1956       | 1959       | 1962       | 1967       | 1970       | 1973       | 1975       |
| ↗390 488   | ↗640 000   | ↗760 000   | ↗806 356   | ↗881 000   | ↗992 000   | ↗1 044 849 | ↗1 117 000 | ↗1 150 000 |
| 1976       | 1979       | 1982       | 1985       | 1986       | 1987       | 1989       | 1990       | 1991       |
| →1 150 000 | ↗1 216 233 | ↗1 243 000 | ↘1 229 000 | ↘1 226 000 | ↗1 280 000 | ↘1 254 460 | ↘1 226 000 | ↗1 244 000 |
| 1992       | 1993       | 1994       | 1995       | 1996       | 1997       | 1998       | 1999       | 2000       |
| ↘1 239 000 | ↘1 232 000 | ↘1 223 000 | ↘1 201 000 | ↘1 192 000 | ↘1 170 000 | ↗1 178 000 | ↘1 168 000 | ↘1 156 100 |
| 2001       | 2002       | 2003       | 2004       | 2005       | 2006       | 2007       | 2008       | 2009       |
| ↘1 146 400 | ↗1 157 880 | ↗1 157 900 | ↘1 144 200 | ↘1 133 400 | ↗1 143 300 | ↘1 138 994 | ↘1 135 422 | ↘1 134 716 |
| 2010       | 2011       | 2012       | 2013       | 2014       | 2015       | 2016       | 2017       | 2018       |
| ↗1 164 685 | ↗1 166 710 | ↗1 169 184 | ↗1 171 598 | ↗1 172 348 | ↘1 171 820 | ↘1 170 910 | ↘1 169 719 | ↘1 163 399 |
| 2019       | 2020       | 2021       | 2023       | 2024       | 2025       |            |            |            |
| ↘1 156 644 | ↗1 156 659 | ↗1 173 299 | ↘1 163 645 | ↘1 158 952 | ↘1 154 223 |            |            |            |

На 1 января 2025 года по численности населения город находился на 11-м месте из 1124 городов Российской Федерации.
Фактором, приводящим к уменьшению численности населения города за период с 2000 по 2004 год, был миграционный отток населения. В 2005 году, впервые, начиная с 2000 года, в городе сложился миграционный прирост — 0,4 тысячи человек.
Городской округ Самара
| 1840       | 1859       | 1890       | 1897       | 1910       | 1967       | 1970       | 1991       | 2010       |
| ---------- | ---------- | ---------- | ---------- | ---------- | ---------- | ---------- | ---------- | ---------- |
| 10 110     | ↗24 666    | ↗95 127    | ↘89 999    | ↗95 461    | ↗992 000   | ↗1 027 000 | ↗1 244 000 | ↘1 164 685 |
| 2016       | 2017       | 2018       | 2019       | 2020       | 2025       |            |            |            |
| ↗1 170 910 | ↘1 169 719 | ↘1 163 399 | ↘1 156 644 | ↗1 156 659 | ↘1 154 223 |            |            |            |

Самарско-Тольяттинская агломерация
Численность населения имеющей два центра агломерации Самара — Тольятти (включающей также города-спутники Самары и Тольятти — Новокуйбышевск, Кинель, Чапаевск, Жигулёвск, иногда в её состав включают Сызрань), составляет 2,7 млн человек (третье место в России после Московской и Санкт-Петербургской агломераций).
Демография
Начиная с 2000 года в городе наблюдается стабильное сокращение численности умерших. За 2005 год умерло 18,9 тысячи человек, на 2,6 % меньше, чем в предыдущем году, уровень смертности составил 16,5 промилле.
Несмотря на незначительное снижение рождаемости в 2005 году (в городе родилось 10,8 тысячи человек, что на 0,4 тысячи человек меньше уровня прошлого года), положительные изменения возрастной структуры, повышение уровня жизни населения позволяют предположить, что в 2006 году произойдёт стабилизация показателей рождаемости на уровне 2004 года − 10,8 тысячи человек.
Национальный состав
Самара — один из наиболее динамично развивающихся современных российских мегаполисов, в котором проживает множество народов: как местных, так и гостей города. Традиционно для этих мест наиболее многочисленные — русские (почти 90 %), а также татары, украинцы, мордва, чуваши. Ниже приведены десять наиболее многочисленных.
| Национальность         | Количество (чел.) | Процент от общего состава населения (%) |
| ---------------------- | ----------------- | --------------------------------------- |
| Русские                | 986 915           | 89,47                                   |
| Татары                 | 39 409            | 3,57                                    |
| Украинцы               | 12 586            | 1,14                                    |
| Мордва                 | 12 542            | 1,14                                    |
| Чуваши                 | 11 960            | 1,08                                    |
| Армяне                 | 7424              | 0,67                                    |
| Азербайджанцы          | 4273              | 0,39                                    |
| Узбеки                 | 3737              | 0,34                                    |
| Евреи                  | 3574              | 0,32                                    |
| Белорусы               | 3105              | 0,28                                    |
| Другие национальности  | 17 486            | 1,58                                    |
| Указана национальность | 1 103 011         | 100,0                                   |
| ВСЕГО                  | 1 164 814         |                                         |

Лица, по которым нет сведений о национальной принадлежности, составляют 61 803 человек, из них не указали в переписном листе — 8222 человек.

## Административное устройство
В рамках административно-территориальное устройства области, Самара является городом областного значения, которому подчинены 2 населённых пункта (посёлок Козелки и село Ясная Поляна) и который разделён на 9 районов. В рамках муниципального устройства Самара образует муниципальное образование городской округ Самара, наделённое статусом городского округа с внутригородским делением и состоящее из 9 внутригородских районов и 3 населённых пунктов (город Самара, посёлок Козелки и село Ясная Поляна).

### Административное деление
Город Самара разделён на девять внутригородских районов (в скобках указано число жителей):
1. Куйбышевский район (97 367[124]) Образован 10 августа 1943 года.
2. Самарский район (30 989[124] Образован 7 августа 1956 года.
3. Ленинский район (61 542[124]) Основан в 1918 году, а сегодняшнее название получил в 1933 году.
4. Железнодорожный район (90 133[124]) Образован 11 декабря 1970 года.
5. Октябрьский район (134 393[124]) Образован 26 августа 1939 года. Тогда он назывался Сталинским. Современное название район получил в январе 1962 года.
6. Советский район (166 867[124]) Образован 25 августа 1935 года решением Президиума Верховного Совета РСФСР.
7. Промышленный район (268 899[124]) Образован 5 апреля 1978 года.
8. Кировский район (218 857[124]) Образован 12 марта 1942 года Указом Президиума Верховного Совета РСФСР.
9. Красноглинский район (104 252[124]) Образован 22 февраля 1952 года.

Внутригородские районы Самары в рамках муниципального устройства являются внутригородскими муниципальными образованиями.
Административный центр Волжского района Самарской области расположен в городе Самара → (однако район в состав города не входит).

### Органы власти

#### Градоначальники Самары
После смерти Ивана Грозного правительство Бориса Годунова начало проводить активную политику строительства городов-крепостей на юге и юго-востоке. В число прочих было намечено построить городки на реках Волге и Уфе, среди которых значилась Самара.
В 1585 году в Самарское урочище прислали подьячих из разрядного приказа. Они осмотрели местность и выбрали место для строительства крепости, были составлены чертежи и сметы, а указ возглавить экспедицию был послан в конце 1585 — начале 1586 года алатырскому воеводе князю Григорию Осифовичу Засекину, происходившему из древнего рода князей Ярославских, ведущих свой род от Владимира Мономаха. Князь Засекин был первым Самарским воеводой и основателем крепости.
Одним из наиболее известных городских голов был Пётр Владимирович Алабин (1824—1896) — русский государственный и общественный деятель, военный писатель и журналист, действительный статский советник, почётный гражданин города Самары. Алабин способствовал становлению Самары как крупного промышленного и культурного центра.
С 1866 года Алабин был переведён в Самару управляющим губернской палатой государственного имущества. Во время войны на Балканах в 1876—1877 годах Алабин предпринимал ряд акций по организации материальной помощи и моральной поддержки болгарскому народу в борьбе за свержение турецкого ига. Пётр Владимирович и его жена Варвара Васильевна приняли активное участие в реализации идеи гласных Самарской городской думы о создании знамени для вручения болгарским повстанцам, сражавшимся с турками. Самарское знамя вышивалось монахинями Иверского монастыря. Алабин лично передал его 3-й дружине болгарского ополчения около города Плоешти. После освобождения Болгарии был первым гражданским губернатором Софии.

#### Администрация города
Администрация Самары является исполнительно-распорядительным органом городского округа Самара. Во главе администрации до 2014 года находился глава городского округа, избираемый на муниципальных выборах сроком на пять лет.
В сентябре 2014 года Самарская губернская дума приняла закон, отменяющий прямые выборы главы городского округа. Первым руководителем города, согласно этим изменениям, должен стать глава администрации (сити-менеджер), назначаемый путём конкурсного отбора. При этом в конкурсной комиссии 50 % мест должно быть закреплено за представителями губернатора Самарской области. 14 октября 2014 года соответствующие поправки в устав городского округа внесла дума Самары.
Возглавивший город по итогам прямых всенародных выборов 10 октября 2010 года Дмитрий Азаров, ставший таким образом последним избранным главой города, свой пост покинул за несколько дней до этого, 10 октября 2014 года, в связи со вступлением в должность члена Совета Федерации Федерального собрания РФ. До окончания своих полномочий он не доработал год. С того же дня обязанности главы Самары исполняет первый заместитель главы Александр Карпушкин.
В декабре 2014 года конкурсной комиссией Думы городского округа Самара Олег Фурсов утверждён на должность Главы Администрации городского округа Самара.
13 октября 2015 года большинством голосов депутатов городской думы Олег Фурсов избран Главой городского округа Самара. 26 октября 2017 года он подал в отставку одновременно со внесением в городскую думу требования прокуратуры об отстранении его от должности. Временно исполняющим обязанности Главы администрации был назначен первый заместитель Фурсова Владимир Василенко.

#### Городская дума

##### История
Первая Самарская городская дума начала работать 3 февраля 1871 года. Председательствовал купец I гильдии Василий Буреев, который и стал первым городским головой Самары. Городской голова сочетал в своей компетенции распорядительные и исполнительные функции. Городская дума осуществляла налоговую политику, формировала бюджет города, который утверждался ежегодно.
После свержения в России самодержавия было принято новое положение, по которому правом выставлять кандидатов на выборы в городскую думу имели только партии. В сентябре 1917 года город получил думу в следующем составе: 34 места имели большевики, 32 — эсеры, 40 мест — мелкие партии.
Параллельно с думой начал свою деятельность городской совет рабочих, крестьянских и солдатских депутатов. Вскоре дума перестала существовать. Её вновь возродили лишь на два месяца в июле 1918 года, когда город заняли чехословацкие войска.
В октябре 1918 года появился новый представительный орган власти — городской Совет народных депутатов. Он активно действовал во многих сферах городской жизни: от назначения муниципальных чиновников до распоряжения городской собственностью. В октябре 1993 года Совет был распущен.
В марте 1994 года состоялись первые выборы во вновь созданную городскую думу Самары. Глава города был избран всеобщим голосованием. Он являлся также и председателем городской думы.
С 2006 года в соответствии с новым Федеральным Законом о принципах местного самоуправления исполнительную и представительную ветви власти не может возглавлять один человек. На заседании думы четвёртого созыва 27 октября 2006 года председателем думы городского округа был избран Виталий Ильин, с 15 октября 2010 года председателем думы являлся Глава города Александр Фетисов, в 2015 году думу возглавила Галина Андриянова, в 2018 году пост председателя представительного органа власти занял Алексей Дегтев.

##### Настоящее время
В наши дни в компетенцию думы входит: утверждение регламента думы; внесение изменений и дополнений в Устав, его официальное толкование; установление порядка управления и распоряжения муниципальной собственностью города; утверждение генерального плана города; утверждение планов и программ экономического, социального и культурного развития города; утверждение бюджета города и отчёта о его исполнении; контроль за деятельностью главы города, администраций города и районов города, других органов городского самоуправления и их должностных лиц; а также решение многих других вопросов. С 2015 года выборы в Самарскую городскую Думу проходят по двухступенчатой схеме: сначала выбираются райсоветы, затем они выбирают из своего состава членов Самарской городской Думы.

## Экономика
Одним из основных видов экономической деятельности городского округа является промышленность. В 2007 году наблюдалась положительная динамика промышленного производства. Прирост промышленного производства городского округа Самара в физическом объёме составил 106 % к уровню 2006 года.
В январе — июне 2008 года индекс физического объёма промышленного производства к уровню соответствующего периода 2007 года в действующих ценах составил 117,3 %.
В 2007 году уровень инфляции на потребительском рынке превысил прошлогодний уровень на 3,2 пункта и составил 111,9 % (декабрь 2007 года к декабрю 2006 года).
В 2007 году объём инвестиций в основной капитал увеличился относительно 2006 года на 22,4 % (в сопоставимых ценах) и составил 42,9 млрд рублей. По данному показателю Самара входит в пятёрку крупнейших городов России, опережая такие крупные города, как Нижний Новгород, Челябинск, Омск и Волгоград.
Номинальная начисленная заработная плата на одного занятого в экономике в 2007 году увеличилась по сравнению с 2006 годом на 26,7 %, реальная заработная — на 16 %. По итогам 2008 года среднемесячная заработная плата работников всех категорий (рассчитанная как отношение общего фонда начисленной заработной платы к численности работников списочного состава) увеличилась на 40 % по сравнению с уровнем оплаты труда, сложившимся в 2007 году.

### Экономические показатели
| Год              | 2006     | 2007     | 2008       | 2009       | 2011       | 2012       | 2013       | 2014       | 2015       | 2016       | 2017       | 2018       |
| ---------------- | -------- | -------- | ---------- | ---------- | ---------- | ---------- | ---------- | ---------- | ---------- | ---------- | ---------- | ---------- |
| Доходная часть   | 9024,142 | 8695,911 | 11 303,634 | 12 913,621 | 17 257,141 | 20 435,278 | 21 874,950 | 23 503,789 | 21 551,072 | 23 793,238 | 26 353,543 | 26 467,515 |
| Расходная часть  | 9661,085 | 9466,466 | 12 320,287 | 14 571,005 | 18 932,561 | 21 639,651 | 23 051,435 | 23 889,730 | 22 749,704 | 23 727,581 | 27 636,091 | 25 641,039 |
| Профицит/дефицит | −636,943 | −770,555 | −1016,653  | −1657,384  | −1675,420  | -1204,373  | -1176,485  | -385,941   | -1198,632  | 65,657     | -1283,448  | 8 26,476   |

| Наименование показателя                                       | 2007 год | 1 полугодие 2008 года | 2011 год |
| ------------------------------------------------------------- | -------- | --------------------- | -------- |
| Индекс физического объёма производства промышленной продукции | 106,0    | 100,6                 | 104,7    |
| Сводный индекс потребительских цен на товары и платные услуги | 111,9    | 108,7                 | 105,7    |
| Инвестиции в основной капитал                                 | 125,6    | 89,0                  | 109,12   |
| Введено общей площади жилых домов                             | 267      | 66,3                  | 126,8    |
| Оборот розничной торговли                                     | 112,5    | 117,2                 | 100,52   |
| Сальдированный финансовый результат (прибыль-убыток)          | 227,0    | 200                   | 126,3    |
| Численность зарегистрированных безработных                    | 107      | 66,1                  | 70       |
| Номинальная начисленная заработная плата                      | 124,4    | 123,4                 | 112,2    |

### Промышленность
Самара является крупным центром машиностроения и металлообработки, пищевой, а также космической и авиационной промышленности. В городе работают более 150 крупных и средних промышленных предприятий. По данным информационной системы «Волга-Инфо», в Самаре производится 25 % всех российских подшипников и 2/3 всех выпускаемых в России кабелей связи (см. Волгакабель).
Одно из крупнейших предприятий по производству железобетонных изделий ООО «ЖБИ-Поволжье».
Объём отгружённых товаров собственного производства, выполнено работ и услуг собственными силами обрабатывающего производства за 2017 год — 236,0 млрд рублей.
В отрасли промышленного производства города наибольшие объёмы отгруженной продукции имеют:
- производство машин и электрооборудования, транспортных средств — 43,5 %;
- производство пищевых продуктов, включая напитки — 21,8 %;
- металлургическое производство и производство готовых металлических изделий — 19,9 %;
- производство продуктов нефтепереработки — 6,7 %;
- кондитерская фабрика Россия.

Среди наиболее известных предприятий Самары, чей трудовой вклад отмечен на Аллее трудовой славы города, следующие:
- Завод имени Тарасова (ранее КАТЭК);
- Авиаагрегат (Самара) (ранее Куйбышевское агрегатное производственное объединение);
- Ракетно-космический центр «Прогресс» (ранее завод «Прогресс»);
- Авиационный завод;
- Завод «Металлист»;
- Волгакабель (ранее завод «Куйбышевкабель») — банкрот;
- Старт (завод, Самара) (ранее завод аэродромного оборудования);
- 9 ГПЗ;
- Кузнецов (компания) (ранее моторостроительное объединение им. М. Фрунзе);
- Самарский металлургический завод.

### Финансовые услуги
В городе действуют филиалы крупнейших российских и зарубежных коммерческих банков: Сбербанк, ВТБ 24, Россельхозбанк, Альфа-банк, Ак Барс банк, Балтийский Банк, Райффайзенбанк, банк Русский стандарт, ОАО СМП банк, Почта Банк и другие. Всего насчитывается около 80 банков и их филиалов. Среди российских банков отдельное место занимают организации, учреждённые в самой Самаре и Самарской области (Русфинанс Банк, АвтоВАЗбанк, «Солидарность»).

### Торговля
Сеть торговых предприятий города насчитывает около 5 тысяч объектов. По состоянию на июнь 2008 года в Самаре 39 рынков, 68 торговых центров, 674 продовольственных магазина и 924 павильона мелкорозничной сети.
Ежегодно для организации осенней торговли в каждом районе города проводятся сельскохозяйственные ярмарки. Отводятся участки, где осуществляется сезонная торговля бахчевыми культурами, квасом, мороженым, прохладительными напитками и другими товарами.
За период с 2000 по 2005 год количество предприятий розничной торговли увеличилось на 670 единиц. На 1 января 2006 года торговая сеть Самары насчитывала 4091 единицу стационарных предприятий розничной торговли и мини-магазинов. Обеспеченность населения более чем высокая — 182,7 %, в том числе: по продовольственной группе — 208,3 %, по непродовольственной — 168,5 %. Активно развиваются крупные торговые центры.
В 2007 году оборот розничной торговли по сравнению с 2006 годом увеличился в физическом объёме на 12,5 % и составил 134,8 млрд рублей. Ожидалось, что в 2008 году данный показатель в физическом объёме увеличится по сравнению с 2007 годом на 14,5 % и составит 172,7 млрд рублей. Реально же рост в 2008 году составил 14,7 %.
| Год    | 2005 | 2006  | 2007  | 2011  |
| ------ | ---- | ----- | ----- | ----- |
| Оборот | 96,0 | 112,2 | 134,8 | 219,0 |

В городе действуют такие федеральные сети как «Перекрёсток», «Магнит», «Пятёрочка», «Эльдорадо», «М.Видео», «Спортмастер». Открыты гипермаркеты METRO, «Ашан», «Карусель», Leroy Merlin, «Лента».

### Строительство и ЖКХ
Жилищный фонд Самары на 1 января 2004 года, по данным Самарского филиала ФГУП «Ростехинвентаризация», составляет 23 459,6 тыс. м² общей площади квартир, средняя жилищная обеспеченность — 20,7 м² общей площади на одного человека. На 1 января 2006 года — 24 031,8 тыс. м² и 21,0 м²/чел.
В жилой застройке города преобладают здания кирпичные и панельные, составляющие порядка 94 % жилищного фонда, деревянные здания составляют 4 % и из прочих материалов — 2 %. По этажности жилищный фонд характеризуется следующим образом:
- многоэтажные жилые дома составляют 47 %;
- среднеэтажные безлифтовые — 36 %;
- малоэтажный фонд — порядка 15 %.

За 2007 год в Самаре было введено в эксплуатацию около 600 тыс. м² жилых помещений, в том числе 85 тыс. м² индивидуального жилищного строительства. Было введено 140 тыс. м² специализированных качественных торговых площадей. К концу года общая площадь торговых центров в Самаре составила около 720 тыс. м².
Динамика рыночных цен на жильё:
- за период с 2000 года по 2004 год рыночная цена за 1 м² общей площади квартир выросла в 1,6 раза по первичному рынку и в 2 раза по вторичному рынку;
- за 9 месяцев 2005 года произошло повышение рыночных цен на 12 % и 23 % соответственно;
- в 2006 году повышение рыночных цен составило 80—100 %[146].

С 2017 года крупнейшим оператором в городе управляющих организаций ЖКХ является московская инвестиционная группа АО «Домком Инвест», которая скупила шесть управляющих компаний Самары: крупнейшую в городе ООО «Жилищно-коммунальная система» (в прошлом ЗАО «ПТС-Сервис»), её тёзку — ООО «ЖКС», ООО «Жилищник», ООО УО «Коммунальник», ООО «УЖКК» и ООО «Куйбышевский ПЖРТ».

## Транспорт
Город является одним из крупнейших в России транспортных узлов, через который пролегают кратчайшие пути из Центральной и Западной Европы в Сибирь, Среднюю Азию и Казахстан.

### Автотранспорт
По территории области и города в частности проходят автомобильные трассы федерального значения:
- M5 E 30 AH6 «Урал» Москва — Рязань — Пенза — Самара — Уфа — Челябинск. По этой дороге перевозят грузы из Европы на Урал и в Сибирь и обратно;
- А300 E 121 AH63 Самара — Большая Черниговка — граница с Республикой Казахстан. Служит для транспортной связи с Республикой Казахстан и государствами Средней Азии.

Междугородное и международное автобусное сообщение осуществляется с Центрального автовокзала (ЦАВ, улица Авроры, 207, пересечение улицы Авроры и Московского шоссе). Город имеет постоянное беспересадочное автобусное сообщение с такими крупными центрами как Москва, Баку, Йошкар-Ола, Казань, Оренбург, Пермь, Саратов, Ульяновск. Внутриобластные автобусные рейсы отправляются, кроме ЦАВа, от автостанции «Аврора» (Аэродромная улица, 47, пересечение улицы Авроры и Аэродромной улицы) и Пригородного автовокзала (Вилоновская улица, 123, рядом с Железнодорожным вокзалом Самара). В летний период администрацией города регулярно организуются пригородные дачные маршруты автобусов, отправляющиеся от узловых точек транспортной сети города и охватывающих дачные участки на удалении до 60 км от Самары.

### Авиационный транспорт
Самарский регион обслуживается международным аэропортом Курумоч, который принимает большинство типов воздушных судов. Регулярно из аэропорта Курумоч выполняются прямые рейсы в Москву (S7, Аэрофлот — Российские авиалинии, Уральские авиалинии), Дубай (Уральские авиалинии, Flydubai), Алма-Ату (Эир Астана), Баку (ЮтЭир) и другие города. В Самаре построен новый терминал аэропорта; старый закрыт.
Другие аэропорты и аэродромы города:
- Безымянка — экспериментально-испытательный аэродром авиационного завода Авиакор, расположенный на восточной окраине Самары в Кировском районе (в 12 км к востоку от центра города, в 4 км от железнодорожной станции Безымянка). Отсюда осуществляются грузовые перевозки (аэродром используют предприятия авиационно-космической отрасли ЦСКБ «Прогресс» и «Авиакор»). Вблизи аэродрома базируется музей авиации и космонавтики Самарского университета.
- Смышляевка — аэропорт местных воздушных линий, расположен на восточной окраине Самары (в 15 км к востоку от центра города) в микрорайоне Аэропорт-2, вблизи посёлка Смышляевка Волжского района Самарской области. В настоящее время регулярные пассажирские авиарейсы с этого аэропорта не производятся. На базе аэропорта Смышляевка регулярно с 2002 года проводится всероссийский авиационный салон, открытый в рамках областной целевой программы по содействию развитию малой авиации.
- Кряж — военный аэродром на юго-западной окраине города. Расположен в Куйбышевском районе города, в 2,5 км к юго-востоку от железнодорожной станции Кряж.

### Железнодорожный транспорт
Железнодорожные перевозки осуществляет Куйбышевская железная дорога ОАО «Российские железные дороги». В рамках инвестиционной программы ОАО «РЖД» разрабатываются планы реализации скоростного железнодорожного сообщения между Самарой и Москвой, Самарой и Саратовом. Статус фирменных имеют поезда, отправляющиеся от станции Самара:
- № 9/10 «Жигули» (Самара — Москва);
- № 107/108 «Самара» (Уфа — Самара — Санкт-Петербург);
- № 109/110 «Дневной Экспресс» (Самара — Пенза).

Пригородные железнодорожные перевозки осуществляет ПАО «Самарская пригородная пассажирская компания» (моторвагонное депо Безымянка). Электропоезда «СамППК» работают на участках Самара — Похвистнево — Абдулино, Самара — Курумоч — Жигулёвское Море — Тольятти — Отвага, Самара — Сызрань.
В рамках областной программы развития пригородных пассажирских перевозок в 2008 году были реализованы проекты запуска электропоездов-экспрессов между Самарой и Тольятти, а также между Самарой и аэропортом Курумоч. Самарский железнодорожный вокзал является самым высоким зданием вокзала в Европе и крупнейшим вокзалом в России.

### Речной транспорт
Водные транспортные пути, позволяющие принимать суда системы «река-море», имеют развитые подъездные коммуникации, погрузочно-разгрузочные и терминальные комплексы.
Самарский речной порт — крупнейший транспортный узел в Среднем Поволжье России. Географическое положение порта, граничащее с развитой системой железных дорог и автомагистралей, позволяет обеспечить экономически выгодные транспортные связи с Уралом, Сибирью, Средней Азией, районами Центра и Севера европейской части России. Порт также имеет выходы в зоны Волго-Камского и Волго-Донского бассейнов, Балтийского, Белого, Азовского, Чёрного, Каспийского, Средиземного морей.
Поток пассажирского транспорта обслуживается Самарским речным вокзалом и рядом дебаркадеров по направлениям на Проран, Рождествено, Ульяновский спуск, Октябрьский спуск, Осипенко, Зелёная роща, Барбошина поляна, Пляж им. Фрунзе, Подгоры, Гаврилова поляна, Нижний пляж, Шелехметь, Винновка, Ширяево, Богатырь. С 2017 года действует скоростной маршрут Самара — Тольятти, по которому ходят суда на подводных крыльях «Восход». Основным направлением пассажирской навигации является линия Самара — Проран — Рождествено, обслуживаемая как пассажирскими судами, так и целым рядом паромов. В зимний период навигация по этому направлению осуществляется судами на воздушной подушке.

### Городской пассажирский транспорт
| Вид транспорта             | Дата основания                      | Количество маршрутов (2014) | Доля в перевозках (%) | Стоимость проезда (руб.) |
| -------------------------- | ----------------------------------- | --------------------------- | --------------------- | --- |
| Трамвай                    | 1895 год — конка 1915 год — трамвай | 26                          | 42,7 %                | 40 — наличный расчёт 37 — банковская или транспортная карта 19,5 — студенты (по студенческой транспортной карте) 19 — школьники (по транспортной карте школьника) |
| Автобус муниципальный      | 1926 год                            | 48                          | 25,9 %                | 40 — наличный расчёт 37 — банковская или транспортная карта 19,5 — студенты (по студенческой транспортной карте) 19 — школьники (по транспортной карте школьника) |
| Троллейбус                 | 1942 год                            | 14                          | 15,0 %                | 40 — наличный расчёт 37 — банковская или транспортная карта 19,5 — студенты (по студенческой транспортной карте) 19 — школьники (по транспортной карте школьника) |
| Метрополитен               | 1987 год                            | Одна линия, 10 станций      | 8,4 %                 | 40 — наличный расчёт 37 — банковская или транспортная карта 19,5 — студенты (по студенческой транспортной карте) 19 — школьники (по транспортной карте школьника) |
| Самарские маршрутные такси | 1990-е годы                         | около 160                   | 8,0 %                 | от 35 |

В Самаре пассажирские перевозки осуществляют автобусы, работающие по муниципальному заказу, коммерческие автобусы и микроавтобусы (маршрутные такси), трамваи, троллейбусы и метрополитен. Незначительный процент перевозок (около 900 тысяч человек за период навигации) в городской черте осуществляют речные суда. Небольшой процент перевозок приходится на внутригородские перевозки электропоездами КБШЖД.
Основными операторами городского пассажирского транспорта являются МП «Трамвайно-троллейбусное управление», МП «Самарский метрополитен», МП «Пассажиравтотранс», ООО «СамараАвтоГаз», ООО «Группа „Март“», ООО «Самаратехника-сервис».
Автобус
Автобус в Самаре (до 1991 года — Куйбышевский автобус) был запущен в эксплуатацию в 1926 году, впервые открыто автобусное движение с твёрдым маршрутом.
На 2014 год действует 48 маршрутов, обслуживаемых 2 муниципальными автобусными парками и 5 коммерческими, работающими по муниципальному заказу с предоставлением льгот.
Трамвай
Регулярное пассажирское движение в Самаре было открыто 10 июля 1895 года с открытием конки, а 25 февраля 1915 года было открыто трамвайное движение (автор проекта инженер П. А. Суткевич).
На 2014 год в городе действует 24 трамвайных маршрута. Перевозки осуществляются 428 вагонами, 88 % из которых чешского производства: Tatra T3, Tatra T6B5 и Tatra T3RF. Помимо чешских также имеется три вагона 71-402 («Спектр-1») и сорок три вагона 71-405 производства ФГУП «Уралтрансмаш», 5 вагонов модели АКСМ-62103 и 1 вагон 71-623. В городе работают три депо: Городское, Кировское и Северное. Трамвай является основным пассажирским перевозчиком в городе. В 2005 году по итогам опроса посетителей форума «Транспорт в России» Самарская трамвайная сеть признана одной из лучших в стране.
С момента открытия трамвайного движения, трамвай остаётся основным видом транспорта, перевозящим более чем 420 вагонами порядка 40 % пассажиров.
Троллейбус
Троллейбус в городе был запущен в эксплуатацию 6 ноября 1942 года. Решение о строительстве первой линии Железнодорожный вокзал — площадь Революции протяжённостью 6,5 км было принято 27 июня 1942 года Куйбышевским горсоветом. Движение открывали троллейбусы ЯТБ-2, эвакуированные в 1941 году из Москвы. С декабря 1986 года начали применяться троллейбусные поезда из двух машин ЗиУ-682, работающих по системе Владимира Веклича.
На 2014 год в Самаре действует 14 троллейбусных маршрутов (15 разновидностей). Перевозки осуществляются более чем 250 пассажирскими троллейбусами, большую часть из которых составляют машины ЗиУ-682 производства Завода им. Урицкого (г. Энгельс Саратовской области).
В городе работают три депо: троллейбусные депо № 1, № 2 и № 3.
Метрополитен
Регулярное пассажирское движение на первой линии было открыто 26 декабря 1987 года. Куйбышевское метро стало пятым открытым в России и двенадцатым в СССР. На тот момент насчитывало 4 станции и электродепо.
На 2019 год самарский метрополитен насчитывает 10 станций (станция «Алабинская» была открыта 1 февраля 2015 года), из них 9 подземных мелкого заложения и одна наземная (станция «Юнгородок»), расположенных на одной линии, протяжённость которой составляет 12,7 км. В январе 2022 года в Самаре началось строительство 11-й станции «Театральная». Ввод «Театральной» в эксплуатацию ожидается в 2027 году. Ранее рассматривался вопрос строительства станции «Самарская», однако в IV квартале 2021 года её строительство было отменено.
Маршрутное такси
На 2009 год насчитывается 73 внутригородских работающих маршрута собственной разработки, 60 дублирующих автобусные, а также множество пригородных маршрутов как собственной разработки, так и дублирующих. Маршруты обслуживаются микроавтобусами типов «ГАЗель», Hyundai County, «Богдан», Ford, Peugeot. Особую важность, ввиду более оперативной реакции на возникновение новых пассажиропотоков и открытия новых маршрутов, представляют для жителей пригородов, необслуживаемых достаточно иным городским транспортом.

### Велосипедный транспорт
25 сентября 2011 года в рамках открытия после реконструкции второй очереди набережной Волги была открыта первая в городе велосипедная дорожка и первые муниципальные велосипедные парковки. Администрация города заявила о планах связать велосипедными дорожками зелёные зоны города, а также учебные заведения. Планируется установка велосипедных парковок у муниципальных учреждений.

## Религия

### Культовые сооружения
Самара — многоконфессиональный город. Здесь расположено множество православных церквей, старообрядческие церкви, католические, протестантские и армянский храмы, молитвенные дома баптистов и пятидесятников, мечети, еврейская хоральная синагога.

### Христианство
- Православие

Большинство верующих в Самаре составляют православные христиане. Первая церковь была построена в Самаре одновременно с основанием крепости в XVI веке. В 1782 году на плане Самары было отмечено пять церквей, а к концу XIX века — уже 46. Одна из первых церквей в городе — Смоленская (до настоящего времени не сохранилась).
В 40-х годах XIX века часть самарских старообрядцев присоединилась к единоверию. В связи с этим в 1847 году Синод издал указ о постройке в Самаре единоверческой церкви. Эта пятиглавая церковь, построенная в 1865 году на углу улиц Предтеченской (Некрасовской) и Саратовской (улица Фрунзе), стала одной из достопримечательностей Самары. Главным православным храмом Самары был величественный двенадцатиглавый Воскресенский кафедральный собор во имя Христа Спасителя, построенный по проекту Эрнеста Жибера. Храм был заложен по ходатайству городской общественности в мае 1869 года в честь спасения императора Александра II, чудом избежавшего гибели от рук террориста. На Волжском проспекте открыт Иверский женский монастырь. Самостоятельная Самарская епархия была образована 10 декабря 1850 года (выделена из состава Симбирской епархии).
- Старообрядчество

В Самаре представлено три течения старообрядчества.
Русская православная старообрядческая церковь в 2006 году вернула себе построенный старообрядцами в 1915 году храм Казанского образа Пресвятой Богородицы, ошибочно переданный в 2004 году Московской патриархии.
Русская Древлеправославная Церковь («беглопоповцы») имеет в Самаре Покровский храм — кафедральный собор епископов Волжских и женский древлеправославный монастырь в честь Святого Славного Пророка Илии.
Древлеправославная поморская церковь с храмом («моленной») в честь Казанского образа Пресвятой Богородицы является одной из крупнейших старообрядческих общин Самары.
- Католицизм

После подавления польских восстаний конца XVIII — начала XIX века в Самарском крае появились первые католики — поляки. В середине XIX века в Самаре проживало 134 поляка. Католик Адам Арцимович в это время был губернатором Самары. В 1858 году купцом Егором Аннаевым было подано прошение на открытие первого костёла. Разрешение было получено, и началось строительство храма.
Службы в костёле шли до конца 1920-х годов. Затем некоторое время здесь были начальная польская школа, балетная студия, кинотеатр «Штурм». С 1941 по 1994 год в здании работал музей краеведения. В настоящее время храм возвращён католической общине.
- Протестантизм

Первая кирха — лютеранская церковь была открыта в 1865 году в здании костёла. В лютеранской общине в начале 60-х годов XIX века было около 150 человек, преимущественно немцев. Фасады кирхи выдержаны в готическом стиле, восходящем к немецким средневековым базиликам.
Кирху закрыли в 1930 году, и долгое время здесь размещалась мастерская художников-монументалистов. 19 августа 1991 года в Самаре была заново официально зарегистрирована Евангелическо-лютеранская община (юрисдикция ЕЛКРАС).
- Армянская Апостольская церковь

Церковь Сурб Хач (Святой Крест).

### Ислам
Мусульмане поселились в Самаре уже в конце XVI века. Первая мечеть была построена здесь в 1856 году. В 1907 году городская дума приняла решение построить вторую соборную мечеть. Обе мечети были закрыты в начале 1930-х годов. На месте соборной мечети в середине 1960-х годов было построено здание цирка. Заново мечеть была открыта лишь в конце 1960-х годов. Новая самарская соборная мечеть на улице Стара-Загора открыта для верующих 28 ноября 1999 года.

### Иудаизм
Еврейское население стало появляться в Самаре в конце XIX века. В 1875 году в городе было только 30 семейств, в 1900 году насчитывалось уже 1547 человек. В 1903 году началось строительство синагоги, длившееся пять лет. Автор проекта — местный архитектор З. Клейнерман. Самарская синагога, вмещавшая тысячу человек, была одной из крупнейших в Поволжье.
Здание выполнено в мавританском стиле. Вход в помещение оформлен парадно, но интерьер отличается простотой. Над входом — огромное окно в виде шестиконечного Давидова щита. Синагога была закрыта в 1929 году, здание превратили в дом культуры имени III Интернационала. Потом здесь был размещён хлебозавод. В настоящее время здание на реконструкции. Действующие синагоги находятся по адресам: ул. Чапаевская, 84Б и ул. Соколова, 36.

### Кладбища
На сегодняшний день на территории города Самары находятся 16 кладбищ общей площадью 350 га, но официально они являются закрытыми. Массовые захоронения ведутся только на Рубежном кладбище, ресурс которого практически исчерпан.
Непосредственно в городской черте Самары функционируют три кладбища, среди которых: Городское кладбище, состоящее из 128 тысяч захоронений, расположенное на улице Партизанской, где покоятся основатель Куйбышевской школы сосудистой хирургии Георгий Львович Ратнер, знаменитый советский и российский конструктор ракетно-космической техники, соратник С. П. Королёва, Д. И. Козлов и Комиссаров Иван Еремеевич, народный художник РФ, единственный народный художник РФ в Самаре. Рубежное кладбище, которое состоит из 170 тысяч захоронений, расположено в посёлке Рубежное и Южное кладбище — 87 тысяч захоронений, расположено в селе Южная Подстепновка.
Среди ликвидированных кладбищ наиболее известны Всехсвятское кладбище, функционировавшее до 1926 года, и кладбище на территории Иверского женского монастыря, где покоились останки родовых дворян, купцов и почётных граждан Самары.

## Наука
Самара является одним из главных научных центров страны в космической и авиационной областях. Но, помимо этого, город известен своими научно-исследовательскими институтами, работающими на благо как машиностроения и металлообработки, так и сельскохозяйственной отрасли.
До 2008 года координация всех фундаментальных исследований в Среднем Поволжье — в Самарской, Пензенской и Ульяновской областях, была возложена на Самарский научный центр РАН (СамНЦ РАН) — региональное объединение научных организаций и организаций научного обслуживания. С 2008 года СамНЦ РАН занимается координацией фундаментальных исследований на территории области. СамНЦ РАН был создан постановлением Президиума АН СССР 10 октября 1989 года как Куйбышевский научный центр Академии наук СССР, преемником которого он является. Инициатором создания Куйбышевского научного центра и первым председателем Совета директоров был генеральный конструктор авиационных и ракетных двигателей академик Н. Д. Кузнецов.
В организациях СамНЦ РАН работают 519 человек (среди которых 388 — в штате РАН), из них 245 научных сотрудника (среди них 186 человек — в штате РАН). Научные исследования ведут академик РАН (В. П. Шорин), 6 членов-корреспондентов РАН, 75 докторов наук и 120 кандидатов наук.
Кроме СамНЦ РАН, в структуру Российской академии наук входят следующие организации:
- Самарский филиал Физического института им. П. Н. Лебедева РАН (СФ ФИАН) создан в 1980 году для решения задач в области лазерной физики и оптики. СФ ФИАН занимается внедрением лазерных технологий на различных предприятиях страны, занимает лидирующие мировые позиции по исследованиям и разработкам в областях оптики спиральных пучков и глубокой лазерной сварки[181].
- Институт систем обработки изображений РАН открыт в 1988 году как филиал Центрального конструкторского бюро уникального приборостроения АН СССР, в 1993 году преобразован в Институт систем обработки изображений Российской академии наук.
- Институт проблем управления сложными системами РАН организован в 1987 году как филиал Института машиноведения АН СССР. Институт занимается созданием основ теории управления сложными открытыми системами и разработкой методов и средств измерения многомерных процессов[182].
- Самарский научно-исследовательский институт сельского хозяйства им. Н. М. Тулайкова РАСХН создан в 1974 году. Основное направление деятельности института — селекционная работа, производство оригинальных и элитных семян полевых культур для использования в хозяйствах региона. В 1978 году награждён орденом «Знак Почёта».
- Поволжский научно-исследовательский институт селекции и семеноводства им. П. Н. Константинова создан в 1933 году. Основная деятельность института: изучение сортовых технологий возделывания и выработка теоретических основ селекции сельскохозяйственных культур[183].
- Волжский филиал Института металлургии и материаловедения им. А. А. Байкова РАН создан в 1998 году, осуществляет деятельность, связанную с лицензированием и сертификацией опасных металлургических производств[184].
- Институт акустики машин создан в 1995 году на базе лаборатории кафедры автоматических систем энергетических установок Самарского государственного аэрокосмического университета. На сегодняшний день институтом разработаны ряд конструкций устройств акустической коррекции динамических параметров для пневмогидравлических систем различного назначения[185].
- Научно-исследовательский институт технологий и проблем качества создан в 1996 году на базе кафедры производства летательных аппаратов Самарского государственного аэрокосмического университета. Институт обеспечивает интеграцию научного, образовательного и производственного процессов, имеет свои представительства на крупнейших аэрокосмических и машиностроительных предприятиях региона и в региональном центре метрологии, стандартизации и сертификации[186].
- Волжское отделение Института геологии и разработки горючих ископаемых РАН осуществляет среднесрочный и долгосрочный прогноз добычи горючих ископаемых, формирует стратегию освоения сырьевой базы.
- Центр высокопроизводительной обработки информации создан в 2000 году при СГАУ ИСОИ РАН, обеспечивает коллективный удалённый доступ к своим ресурсам с суммарной пиковой производительностью около 35 миллиардов операций в секунду[187].
- Центр автоматизированных прочностных испытаний и диагностики машин организован в 1991 году Министерством авиационной промышленности для исследований в области прочности и динамики сложных машин. В настоящее время Центр занимается научными исследованиями, связанными с решением проблем прочностной надёжности газотурбинных двигателей и установок, применяемых в энергетических системах[188].

Всероссийское и международное признание получили следующие самарские научные школы:
- алгебра (д. ф.-м. н., профессор Валентин Евгеньевич Воскресенский, д. ф.-м. н., профессор Александр Николаевич Панов);
- дифференциальные уравнения (д. ф.-м. н., профессор Владимир Андреевич Соболев, д. ф.-м. н., профессор Людмила Степановна Пулькина);
- математический анализ (д. ф.-м. н., профессор, академик РАЕ Виктор Филиппович Волкодавов, к. ф.-м. н., профессор Виктор Александрович Носов);
- теоретическая физика (к. ф.-м. н., доцент Тамара Михайловна Митлина, к. ф.-м. н., доцент Владимир Михайлович Митлин, к. ф.-м. н., доцент Лев Соломонович Молчатский, к. ф.-м. н., доцент Александр Семёнович Тарновский);
- акустика машин (д. т. н., профессор, академик РАН Владимир Павлович Шорин);
- техническая кибернетика (д. т. н., профессор, член-корреспондент РАН Виктор Александрович Сойфер);
- нефтяная геология (д. г.-м. н., профессор, почётный академик РАЕН Киамиль Бекирович Аширов);
- инженерная геология (к. г.-м. н., доцент Вадим Витольдович Шнырёв, к. т. н., доцент Маргарита Николаевна Баранова);
- палеогеография (д. г.-м. н., профессор Стефан Селивёрстович Коноваленко);
- генетика (к. с/х. н., профессор Михаил Петрович Меркулов);
- зоология (д. б. н., профессор Людмила Владимировна Воржева, д. б. н., профессор Дмитрий Николаевич Флоров);
- паразитология (к. б. н., доцент Валентин Петрович Ясюк);
- герпетология (к. б. н., профессор Михаил Степанович Горелов, Дамир Вильданович Магдеев);
- биология (д. б. н., профессор, академик РАЕН Николай Михайлович Матвеев);
- геоботаника (д. б. н., профессор, академик РАЕН Владимир Иванович Матвеев, д. б. н., профессор Вера Фёдоровна Пастернацкая);
- гидроботаника (д. б. н., доцент Вера Валентиновна Соловьёва, д. б. н., профессор Сергей Владимирович Саксонов);
- химия (Межвузовский научно-исследовательский центр по теоретическому материаловедению)
- биохимия (д. б. н., профессор Милон Матвеевич Серых);
- экология (д. б. н., профессор, член-корреспондент РАН Геннадий Самуилович Розенберг);
- физиология (д. б. н., профессор, член-корреспондент АМН СССР Михаил Васильевич Сергиевский, д. б. н., профессор Равиль Шакирович Габдрахманов, д. м. н., профессор Нина Андреевна Меркулова, д. б. н., профессор Алексей Николаевич Инюшкин).

## Образование
По состоянию на июль 2008 года в городе действуют:
- 37 высших учебных заведений;
- 51 средне-техническое и средне-специальное учебное заведение;
- 182 общеобразовательных заведения;
- 215 дошкольных образовательных учреждений;
- 140 учреждений дополнительного образования.

В городе действует Центр развития образования, который реализует государственную политику в области образования, совершенствования профессиональной квалификации воспитателей, учителей, руководителей образовательных учреждений и оказания информационной и научно-методической помощи образовательным учреждениям и педагогам на муниципальном уровне.
В городе Самара возможно получение образования для иностранных граждан.
С 2004 года действует Межвузовская ассоциация иностранных студентов Самары (МАИСС), основными направлениями деятельности которой являются помощь и поддержка иностранных граждан, приезжающих на учёбу в самарские ВУЗы, представительство и защита их законных прав и интересов, расширение возможностей для творческой деятельности студентов в различных сферах общественной жизни.

### Высшее образование
На текущий момент в Самаре насчитывается более 35 высших учебных заведений (включая филиалы иногородних вузов), из них треть — университеты. Количество ВУЗов (в связи с продолжающимся открытием филиалов иногородних высших учебных заведений) растёт.
В городе действует 12 государственных и 1 муниципальное высшие учебные заведения, наиболее известными из которых являются:
- Самарский государственный социально-педагогический университет, бывший Самарский государственный педагогический университет — основан в 1911 году. Старейший вуз области. Готовит учителей по математике, физике, химии, биологии, географии, русскому и литературе, информатике, истории и обществознанию и другим специальностям, в том числе не педагогического профиля. Десять факультетов.
- Самарский государственный экономический университет, бывшая Самарская государственная экономическая академия — основан в 1931 году. В 2005 году стал первым в Поволжье государственным экономическим университетом, участвовал во Всероссийском конкурсе вузов «Системы обеспечения качества подготовки специалистов» и был награждён Дипломом. В мае 2006 года СГЭУ награждён Европейской Бизнес-Ассоциацией (город Оксфорд, Англия) дипломом «Европейское качество». Включает шесть институтов.
- Самарский национальный исследовательский университет имени академика С. П. Королёва, бывший Самарский государственный аэрокосмический университет и бывший Самарский государственный университет. Бывший Самарский государственный аэрокосмический университет — основан в 1942 году, за 60 лет стал крупным научно-учебным и культурным центром России. Институт образовался как часть эвакуированных во время Великой Отечественной войны факультетов МАИ. Традиция именовать факультеты в первую очередь номерами пришла именно оттуда. Включает 8 институтов и 13 факультетов.
- Самарский государственный медицинский университет, бывший Куйбышевский медицинский институт им. Д. И. Ульянова — один из крупнейших медицинских вузов России. Основан в 1930 году. Осуществляет подготовку специалистов с высшим медицинским, фармацевтическим, экономическим и гуманитарным образованием от общеобразовательных учебных заведений до докторантуры. Осуществлялась подготовка военных врачей в периоды существования военно-медицинского факультета. С 1939 по 1942 год реорганизовывалась в Куйбышевскую военно-медицинскую академию. Включает три института и десять факультетов.Самарский государственный медицинский университет, корпус на Чапаевской улице
- Самарский государственный технический университет, бывший Самарский политехнический институт и бывший Самарский государственный архитектурно-строительный университет — основан в 1914 году, крупнейший научный технополис Среднего Поволжья. В его составе 77 научных подразделений, том числе 16 научных и инженерных центров, 2 НИИ. Работают докторантура и аспирантура. Бывший Самарский государственный архитектурно-строительный университет (СГАСУ) в качестве структурного подразделения был присоединён 1 сентября 2016 года. Включает четыре института и восемь факультетов.
- Поволжский государственный университет телекоммуникаций и информатики, бывший Поволжская государственная академия телекоммуникаций и информатики. Год основания 1956.
- Самарский государственный университет путей сообщения — один из ведущих технических ВУЗов страны и единственный ВУЗ в Поволжье, соединяющий интересы железнодорожной отрасли с образованием. Год основания 1973. В апреле 2002 года Самарский институт инженеров железнодорожного транспорта аккредитован как высшее учебное заведение вида «Академия» и переименован в Самарскую государственную академию путей сообщения. 1 марта 2007 года решением аккредитационной коллегии Федеральной службы по надзору в сфере образования и науки академии присвоен статус «Университет», после чего она была переименована в Самарский государственный университет путей сообщения.
- Самарская академия государственного и муниципального управления — единственный муниципальный ВУЗ города, соединяющий интересы администрации городского округа с образованием и наукой, и обучающий муниципальные кадры. Образован в 1998 году и активно участвует в разработке общегородских проектов по развитию Самары. Его выпускники работают в структуре городской и районных администраций, в многочисленных муниципальных организациях и учреждениях.
- Самарский государственный институт культуры — Федеральное государственное образовательное учреждение высшего профессионального образования в Самаре. Год основания 1971. Имеет лицензию на образовательную деятельность и является аттестованным и аккредитованным государственным образовательным учреждением высшего профессионального образования. В настоящее время в состав академии входят 5 институтов (из них 4 — выпускающие) и 31 кафедра (из них 25 — выпускающие)
- Самарский юридический институт ФСИН России — институт, осуществляющий подготовку специалистов для уголовно-исполнительной системы. Ежегодно институт производит выпуск офицеров и студентов на всех трёх факультетах обучения. За период функционирования с 1994—2009 годы учебным заведением подготовлено более 5000 специалистов-юристов (более 3500 — для Самарской области). Три факультета.
- Самарская государственная сельскохозяйственная академия (Самарская ГСХА) — бывший Самарский сельскохозяйственный институт. Год основания 1919. Семь факультетов.

### Среднее профессиональное образование
На текущий момент в Самаре насчитывается более 30 средне-профессиональных учебных заведений.
- Поволжский государственный колледж — бывший Куйбышевский индустриально-педагогический техникум (КИПТ), сегодня колледж готовит специалистов среднего и начального профессионального уровня в различных отраслях. 7 отделений выпускают специалистов по сварочному производству, машиностроению, ремонту автотранспорта, декоративно-прикладному искусству, специальностям юридического и экономического профиля, информационным технологиям. Колледж является крупнейшим образовательным учреждением СПО Самарской области[193][194];
- Самарский авиационный техникум;
- Самарский государственный колледж;
- Самарский социально-педагогический колледж;
- Колледж связи Поволжского государственного университета телекоммуникаций и информатики;
- Самарский государственный колледж сервисных технологий и дизайна;
- Самарский медицинский колледж имени Ляпиной;
- Самарский металлургический колледж;
- Самарский механико-технологический техникум;
- Самарский политехнический колледж;
- Самарский приборостроительный техникум;
- Самарский техникум городского хозяйства и строительных технологий имени П. Мачнева;
- Самарский торгово-экономический колледж;
- Самарский техникум авиационного и промышленного машиностроения им. Д. И. Козлова;
- Самарский энергетический колледж;
- Самарский медико-социальный колледж;
- Самарский колледж железнодорожного транспорта им. А. А. Буянова;
- Самарское музыкальное училище им. Д. Г. Шаталова;
- Самарский машиностроительный колледж.

### Среднее общее образование
В Самаре по данным на сентябрь 2017 года насчитывается 186 общеобразовательных учреждений , в том числе 174 государственных общеобразовательных учреждения:
- 8 гимназий,
- 10 лицеев,
- 2 начальные школы,
- 139 общеобразовательных школ[198],
- 11 школ-интернатов,
- 12 частных общеобразовательных учреждения[199].

Численность учащихся составляет 121,6 тыс. человек.

## Здравоохранение
Началом развития системы организации медицинской помощи жителям Самары считается 1825 год, когда Самара была уездным городом в составе Симбирской губернии, с населением 5000 человек. Тогда появилась первая городская больница на 56 коек, в ней работали один врач и несколько санитарок.
В 1875 году открылась зе́мская больница на 255 коек. Именно здесь в 1881 году появился первый в России эндоскоп. Сейчас это — Самарская городская клиническая больница имени Н. И. Пирогова.
В 1917 году имелось 5 больниц общего типа на 885 коек, 5 амбулаторий, 1 туберкулёзный диспансер, 1 психиатрическая больница на 600 коек. Количество врачей составляло 133 человека. Оказанием скорой помощи занимался «летучий отряд», в состав которого входили фельдшер, 2 шофёра и кучер.
В 1930—1940 годах происходило интенсивное развитие здравоохранения города. К этому времени были разработаны принципы медицинского обслуживания работников промышленных предприятий и членов их семей. Для этого на промышленных предприятиях создавалась сеть здравпунктов, а на прилегающих к предприятиям территориях — поликлиники. В систему здравоохранения включена огромная сеть детских яслей.
К 1940 году Самара уже располагала 23 больницами с 3305 койками и 39 амбулаторно-поликлиническими учреждениями, в которых работали 638 врачей и 1928 средних медицинских работников. Активно развивалась служба скорой помощи, которая к этому времени разместилась по улице Фрунзе, 112.
В годы Великой Отечественной войны Куйбышев стал городом особого назначения. К концу октября 1941 года в городе и области насчитывалось 27 эвакогоспиталей на 7350 коек.
К 1960 году насчитывалось более 70 амбулаторно-поликлинических учреждений. Обеспеченность населения города врачебными кадрами системы городского отдела здравоохранения к этому времени достигла 34,0 на 10 тыс. населения против 17,0 в 1928 году.
В 2008 году в Самаре впервые в Поволжье введён новый вид экстренной помощи — скорая медицинская помощь на воде.
На данный момент город располагает обширной сетью клинических больниц, детских поликлиник и специализированных медицинских учреждений, например, Городская клиническая больница № 1 им. Н. И. Пирогова (лауреат международной премии «Профессия — жизнь»), Городская клиническая больница № 2 им. Н. А. Семашко, Городская клиническая больница № 3 и городские больницы с порядковыми номерами № 5, 6, 7, 8, 9, 10. В городе функционируют восемь районных поликлиник и пять медико-санитарных частей, шесть районных стоматологических поликлиник, станция скорой медицинской помощи, центр медицинской профилактики, две детские городские клинические больницы, детские стоматологические поликлиники. В Самаре расположены областные больницы: Самарская областная глазная клиническая больница имени Т. И. Ерошевского, Самарская психиатрическая больница, Самарская областная клиническая больница имени В. Д. Середавина, Самарский областной клинический онкологический диспансер, Самарский областной клинический кардиологический диспансер. Федеральный центр — Клиники Самарского государственного медицинского университета.

## Спорт
Самарская область в спорте — одна из ведущих в России, готовящая чемпионов и победителей Олимпийских Игр, мира, Европы. По итогам 2006 года область занимает в России 6 место, куда вошли результаты участия в международных соревнованиях, участия в первой летней спартакиаде молодёжи России (6 место), показатели состояния физкультурно-массовой работы, проведение на территории области массовых всероссийских соревнований: «Лыжня России», «Кросс наций» и другие. В 2018 году Самара приняла матчи чемпионата мира по футболу. В городе построен новый футбольный стадион «Самара Арена», рассчитанный на 44 918 зрительских мест.

### Клубы, становившиеся призёрами соревнований
- «Динамо-Самара» — мини-футбольный клуб. Бронзовым призёр чемпионата России;
- «Искра-Амонд» — волейбольный клуб. Обладатель кубка России;
- «Красные крылья» — ранее существовавший баскетбольный клуб[203]. Обладатель и финалист кубка вызова ФИБА, а также двукратный обладатель кубка России;
- «Крылья Советов» — команда по пляжному футболу. Обладатель и финалист кубка России. Многократный призёр чемпионатов России;
- «Крылья Советов» — команда по футболу. Бронзовый призёр чемпионата России, двукратный финалист кубка СССР и кубка России;
- «Самара» — баскетбольный клуб. Многократный призёр чемпионатов России по баскетболу и обладатель кубка ФИБА;
- ЦСК ВВС — ранее существовавший баскетбольный клуб. Двукратный бронзовый призёр чемпионатов России по баскетболу;
- ЦСК ВВС — ранее существовавший женский футбольный клуб. Четырёхкратный чемпион России, обладатель кубка и двукратный чемпион России по футзалу[204].

### Спортивные соревнования
- Чемпионат мира по футболу 2018[205]
- Мировая Лига по баскетболу среди женских клубных команд.
- Чемпионаты России по баскетболу, боксу, волейболу, самбо, современному пятиборью, фигурному катанию, футболу, хоккею с мячом, хоккею с шайбой и шахматам[206].
- Чемпионаты СССР по баскетболу, классической борьбе, конькобежному спорту, футболу, хоккею с мячом и хоккею с шайбой.

### Спортивные сооружения
- «Металлург» — всесоюзные, всероссийские и международные турниры.
- «Солидарность Самара Арена» — всероссийские и международные турниры.
- «Буревестник», «Динамо», «Локомотив» — всесоюзные турниры.
- Дворец спорта имени В. С. Высоцкого, «МТЛ Арена» — всероссийские турниры.

## Культура
С 15 по 20 мая 2009 года в Самаре состоялись VIII молодёжные Дельфийские игры России «Молодость России», посвящённые Году молодёжи и 10-летию создания Национального Дельфийского совета России. Игры прошли под патронатом Международного Дельфийского комитета.

### Хип-хоп-культура
В 1983 году в Куйбышеве диск-жокей Александр А́стров записал совместно с местной рок-группой «Час пик» первый рэп-альбом на русском языке, положивший начало развитию хип-хоп-культуры в СССР. Астров взял за основу инструментальную версию The Sugarhill Gang «Rapper’s Delight» (1979). Как и их предшественники из The Sugarhill Gang, музыканты «Часа пик» переиграли басовую партию из композиции «Good Times» диско-фанк-группы Chic, добавив свою перкуссию и гитарный проигрыш, чтобы песня звучала в стиле хип-хоп. Материал был записан в студенческом клубе-кафе «Гаудеамус» (ул. Академика Павлова, 1А), где Астров вёл дискотеку «Канон». Запись вышла в 1984 году в виде 25-минутного магнитоальбома «Рэп». По мнению Александра Кушнира, эта форма подачи «русского рэпа» в его приволжской интерпретации «предвосхитила большинство будущих хитов Сергея Минаева и К°». В 1986 году куйбышевские музыканты «Часа пик», «Приёма по личным вопросам» и «Седьмой ступени» объединились в группу «Синтез» и записали в форме речитатива фанк-композицию «Пляж», взяв в качестве основы инструментальную запись группы Grandmaster Flash and the Furious Five «Superrappin'» (1979).
С 1987 по 1990 год среди молодёжи Куйбышева был популярен танец брейк-данс. Интерес к этому танцу возник после выхода на экраны фильма «Курьер», музыка из которого пользовалась особым спросом на школьных дискотеках. 30 августа 1987 года у Дома молодёжи на улице Аэродромной прошёл первый конкурс брейк-данса. Брейк также исполняли под композицию «Пляж» (1986) куйбышевской группы «Синтез». С 1992 по 1996 год в Самарской области проходили молодёжные игры «Стартинейджер», на которых участники соревновались в танцах хип-хоп и брейк-данс. С 1995 по 2000 год на площади Куйбышева проходили отборочные туры всероссийского фестиваля Adidas Streetball Challenge, где выступали лучшие самарские рэп-коллективы, граффити-художники и диджеи.
В 1996 году в Самаре образовалась первая рэп-группа 4 White Niggaz (Snike, Роман, Casper, C-Crow). 13 августа 1997 года состоялась первая в истории Самары хип-хоп-вечеринка в ночном клубе «Сандра» под названием «Рэп-тусовка», организовали которую Антон Макаров (Antix) и Павел Михалёв (Master Check). 26 июня 1998 года в Парке имени 50-летия Октября прошёл «1-й городской фестиваль хип-хопа», где проходили соревнования по стритболу, конкурс уличной живописи граффити, выступления первых рэп-групп (4 White Niggaz, «Уличный дым»: Шиповник и Вовлэй, «Адреналин»), брейк-данс-команд («Борцы с гравитацией» и Danger Zone) и хип-хоп-диджеев Antix (Антон Макаров) и Slam (Иван Щекаев). Мероприятие организовали Антон Макаров (Antix), Иван Щекаев (Slam) и Юрий Момсин (Шиповник).
В ноябре 1998 года на радиостанции «Мегаполис 103.6 FM» вышла в эфир первая в Самаре передача о хип-хопе Street Beat, автором и ведущим которой в течение двух с половиной лет был Antix (Антон Макаров), а его соведущим на протяжении первого года выпуска был Майкл Чиди (уроженец Ямайки) (каждый вторник в 23:00). Летом 1999 года на радиостанции «Эхо Москвы в Самаре 102.9 FM» вышла в эфир передача о хип-хопе «Рэпчатый лук», которую в течение полугода вели два брата «Денвер» и «Санчоус» (Денис и Александр) (каждую субботу в 22:00).
В 1999 году были образованы рэп-группы «Собачья стая» (Капа, Багзи, Шайн) и F.W.Jam (Free Word Jam: Snike, Шиповник, Casper, Дядя Сэм, Людочка), а также появились битмейкеры, создающие хип-хоп-музыку — Юрий Момсин (Шиповник) и Дмитрий Титов (для F.W.Jam), коллектив «1-бойники» (C-Crow и Дизель), Александр Ма́лец (Капа) и два брата из радиопередачи «Рэпчатый лук». В конце 1999 года состоялся второй по счёту самарский хип-хоп-фестиваль Free Nation '99 (ДК «Металлургов» и ДК на площади имени Кирова, 25 ноября—4 декабря 1999 года), на котором группа «Собачья стая» получила первое место в номинации «Лучшая рэп-группа». В июне 2000 года состоялся третий по счёту самарский хип-хоп-фестиваль «6 элемент» («Ладья»). В апреле 2000 года в Новокуйбышевске прошёл первый межрегиональный фестиваль рэп-музыки и брейк-данса «Хип-хоп-легион». Фестиваль проходил ежегодно в течение пяти лет по инициативе одного из местных граффити-художников Анатолия Горячкина (Rain) при поддержке городской администрации в здании кинотеатра «Восход». 20 декабря 2000 года рэп-группа F.W.Jam вместе с диджеями Antix и Slam в составе хип-хоп-объединения «Главы пяти семей» заняла четвёртое место на фестивале Rap Music 2000 (СК «Олимпийский», Москва).
В декабре 2000 года Капа объединился с Дизелем (Евгений Борисов из коллектива «1-бойники») в рэп-группу «Солдаты бетонной лирики» («С.Б.Л.»). В феврале 2001 года группа стала призёром международного фестиваля «Кофемолка» в Чебоксарах. Летом 2001 года к команде присоединился Багзи. 8 сентября 2001 года «С.Б.Л.» и F.W.Jam выступили в качестве хедлайнеров на фестивале хип-хоп-культуры «Snickers Урбания» в Струковском саду Самары. Фестиваль проходил ежегодно c 2001 по 2011 год.
13 января 2002 года на радиостанции «Станция СОК 106.6 FM» вышла в эфир программа о хип-хопе Rap Jam, которую полтора года вели Slam (Иван Щекаев) и Макс (Максим Тараненко) (каждое воскресенье в 22:00). В 2002 году Шайн и Капа в составе «С.Б.Л.» приняли участие в фестивале Rap Music 2002, где Капе была присуждена премия «Лучшего MC года». В 2005 году «С.Б.Л.» была номинирована на «Лучший хип-хоп-альбом 2004 года» на ежегодной церемонии Hip-Hop.Ru Awards 2004.
В 2004 году Юрий Момсин (Шиповник из F.W.Jam) вместе с Антоном Залыгиным основал группу Cheese People, чей альбом Cheese People вошёл в двадцатку лучших русскоязычных альбомов 2008 года по мнению журнала «Афиша». В 2007 году появились битмейкеры Саша Юноуми (C.A.S Beatz) и Максим Ван. C.A.S Beatz в дальнейшем писал хип-хоп-музыку как для российских (L'One, Guf, Скриптонит, Мот, Паша Техник), так и для американских и французских рэп-исполнителей. В 2014 году в Самаре появились рэп-исполнители и шоумены Big Russian Boss (Игорь Серавин в образе с бородой и очками) и Young P&H (Стас Конченков). В июле 2021 года пятый альбом Big Russian Boss под названием G.O.L.D. (2019) был удостоен золотой сертификации в России.
Осенью 2017 года самарский блогер Михаил Алтеркоп запустил на YouTube видеоблог Inside Show, в рамках которого брал интервью у известных рэп-исполнителей «старой школы». Спустя год редакция The Flow отобрала Inside Show как одно из ведущих шоу года и разобрала его сильные и слабые стороны. С августа 2020 года в Струковском саду Самары проходит социально-благотворительный хип-хоп-фестиваль «HipHopFest 63 НаБилете» памяти Артёма Рогова (63Z), где соревнуются самарские рэп-коллективы, брейк-данс-танцоры и граффити-художники. В качестве судей для оценки брейк-данс-баттлов выступали Александр Мерзликин (в 2023 году) и DJ Топор (в 2024 году).

### Музеи, галереи
Созданию первого городского публичного музея и городской библиотеки содействовал самый известный городской голова П. В. Алабин.
Публичный музей, правильно устроенный и доступный публике, признаётся одним из лучших способов проведения полезных и необходимых сведений в народные массы.Пётр Владимирович Алабин
Самарский областной историко-краеведческий музей — самый крупный музей Самарской области — в настоящее время располагается в нескольких зданиях. Основное — специализированное здание, бывший Самарский филиал Центрального музея В. И. Ленина, построенное в 1989 году. В нём 3500 м² выставочных площадей, кинолекционный зал на 270 мест, библиотека с читальным залом. Здесь расположены основная экспозиция музея, помещения для хранения коллекций, художественная мастерская, фотосалон, кафе на 60 мест, музейный магазин и информационный центр.
Ежегодно музей посещает до 200 тысяч человек.
Комитету по устройству Самарского городского музея.
... покорнейше буду просить принять в дар — в основу художественного отделения музея — несколько картин, которые по порядку пожертвований, поступления и приобретения будут записываться в книгу «Художественное отделение Самарского городского музея»...Константин Павлович Головкин
Самарский художественный музей — один из крупнейших музеев Поволжья. Художественный отдел создан местным художником Константином Павловичем Головкиным при участии группы самарских живописцев. Основой коллекции стали полотна самарских художников рубежа XIX—XX веков, а также работы мастеров русского искусства начала века. Сегодня музей имеет богатейшее собрание русского искусства XVIII—XIX веков, коллекцию русской живописи и графики конца XIX — начала XX веков. Особенно ценна коллекция русского авангарда начала XX века. Музейное собрание включает в себя и советское искусство 1920—1970-х годов.
Музей авиации и космонавтики имени С. П. Королёва — один из ведущих авиакосмических музеев России. В 1989 году ему было присвоено почётное звание «Народный музей». Экспозиция состоит из более 2,5 тысяч фотографий и документов, уникальных моделей авиационной и космической техники. Здесь представлены личные вещи, документы и письма С. П. Королёва, прижизненные издания трудов К. Э. Циолковского, скафандр космонавта Ю. Романенко, катапультируемые кресла и высотное снаряжение лётчиков, образцы «космической пищи», автографы космонавтов, выдающихся конструкторов и учёных, инструменты для работы в космосе, макеты орбитального комплекса «МИР» и ракетно-космического комплекса «Энергия-Буран». Гордостью музейной экспозиции являются модели авиакосмической техники, созданной в Самаре.
В настоящее время в городе действует более 20 музеев: это и своеобразный памятник модерну в историческом центре города — Дом-музей Курлиной, и расположенная неподалёку Музей-усадьба А. Н. Толстого, и бункер И. В. Сталина, защищённый 30-метровым слоем земли и бетона, и Памятный комплекс ракеты-носителя «Союз», также известный как музей «Самара Космическая», основанный в 2004 году, и зоологический музей имени Д. Н. Флорова, один из крупнейших зоологических музеев Поволжья. Музей самарского футбола открыт в 2007 году, бо́льшая часть его экспозиции посвящена футбольному клубу «Крылья Советов». В 2017 году в рамках федерального проекта «Россия — моя история» открыт исторический мультимедийный парк-музей. Для филиала Третьяковской галереи в Самаре реконструировано здание бывшей фабрики-кухни завода им. Масленникова; помимо выставочного пространства, там действует музей фабрики-кухни.

### Театры и концертные залы
В городе работает 5 муниципальных театров и более десяти разнообразных сценических площадок. Активную концертную деятельность ведёт детский музыкальный театр «Задумка», который является неоднократным победителем международных и всероссийских конкурсов детского творчества. Общая численность мест в зрительных залах театров Самары — около 3 тысяч. В год муниципальные театры дают более 312 спектаклей, которые посетило около сотни тысяч зрителей.

#### Театры
Самарский академический театр драмы имени Горького (площадь Чапаева, 1). Профессиональный самарский театр начал свою карьеру с комедии Николая Гоголя «Ревизор». В 1888 году театр открывает новый сезон в только что отстроенном каменном здании, возведённом по проекту архитектора Михаила Чичагова в условно-русском стиле. В 1901 году на сцене самарского театра впервые были представлены публике пьесы Максима Горького. После смерти писателя, в 1936 году, театру присваивается его имя.
Самарский академический театр оперы и балета (площадь Куйбышева, 1) Основан в 1931 году. Первая постановка — опера Модеста Мусоргского «Борис Годунов». Балетная труппа театра была основана в 1933 году. 18 февраля 1982 года театру было присвоено почётное звание «академический».
Самарский Театр-центр юного зрителя «СамАрт» (улица Льва Толстого, 109) Театр был образован в 1930 году как областной театр для юношества. За прошедшие 75 лет в нём было поставлено более 500 спектаклей по произведениям русской и зарубежной классики, современной драматургии, некоторые из которых получили высшие награды на всероссийских и международных театральных фестивалях.
Самарский муниципальный театр «Самарская площадь» (улица Садовая, 231) Создан как театр-студия при Доме молодёжи областного комитета ВЛКСМ, а в 1993 году получил статус Муниципального театра. Основатель театра — Евгений Дробышев, выпускник высшего театрального училища имени Бориса Щукина.
Социальный экспериментальный театр «Крылья» (улица Авроры (Самара), 122) Создан в 2003 году. Основатель театра — Матякин Андрей Николаевич, выпускник Самарской государственной академии культуры и искусств. Осуществляет свою деятельность при общественной организации «Центр альтернативного творчества».
Самарская актёрская мастерская «Доктор Чехов» — объединение артистов театров города. Мастерская создана актрисой, режиссёром и драматургом Аллой Коровкиной.

#### Сценические площадки
В Самаре имеются более 20 учреждений культурно-досугового типа (дома культуры, клубы, развлекательные центры), 5 из них — муниципальные.
Дворец культуры железнодорожников им. А. С. Пушкина (улица Льва Толстого, 94) Решение о строительстве Народного дома с театральным залом на 600 мест по проекту архитектора Филарета Засухина на средства Попечительства о народной трезвости и владельца Жигулёвского пивоваренного завода Альфреда фон Вакано было принято в 1898 году. Гласный городской думы А. А. Смирнов предложил присвоить дому имя Александра Пушкина. Спустя несколько месяцев после завершения строительства на балконе «пушкинского дома» был установлен гипсовый бюст поэта работы художника-самоучки Вадима Рейтлингера.
Самарская государственная филармония (улица Фрунзе, 141) Театр-цирк «Олимп» был построен в 1907 году в стиле модерн по проекту архитектора П. В. Шаманского. В 1974 году здание закрыли на реконструкцию и полностью разрушили. На этом же месте было возведено новое строение, во многих деталях повторяющее известный самарский театр-цирк.
«Самарский гарнизонный дом офицеров» (ул. Д. Д. Шостаковича, 7).
Дом культуры имени Дзержинского (ул. Степана Разина, 46), открыт в 1932 году. Дворец культуры им. П. П. Мочалова (площадь Мочалова, пр. Металлургов, 75), открыт 8 августа 1959 года. Дворец культуры им. Литвинова (проспект Кирова, 145), открыт 31 октября 1961 года.

### Кинотеатры
На территории города работают 10 кинотеатров.

| Кинотеатр               | Год открытия/ основания | Количество залов | Характеристики                            | Адрес                                                                     |
| ----------------------- | ----------------------- | ---------------- | ----------------------------------------- | ------------------------------------------------------------------------- |
| «ёКино»                 | 2022                    | 2                |                                           | Московское шоссе, 17                                                      |
| Киноклуб «Кадр»         |                         | 2                |                                           | ул. Куйбышева, 103                                                        |
| «Ambar Cinema»          | 2016                    | 9                |                                           | Южное ш., 5, ТРЦ «Амбар»                                                  |
| Сеть «Мягкий Кинотеатр» | 2017 \| 2020            | 7 \| 7           | Мягкие Кресла с возможностью регулировки. | ул. Красноармейская 131, ТРЦ «Гудок» ул. Дыбенко, 30, ТРЦ «Космопорт»     |
| «New Cinema»            | 2023                    | 7                |                                           | ул. Дыбенко, 30, ТРЦ «Космопорт» ул. Ново-Садовая, 160 м, ТРЦ «Мега Сити» |
| «Киномакс»              | 2014                    | 9                | Dolby Digital Surround EX                 | ул. Аэродромная, 47а, ТРЦ «Аврора Молл»                                   |
| Киноклуб «Ракурс»       |                         | 2                |                                           | ул. Вилоновская, 24, «Дом актёра»                                         |
| «Художественный»        | 1913                    | 3                |                                           | ул. Куйбышева, 105                                                        |
| «5 звёзд»               | 2010                    | 8                |                                           | пр. Кирова, 147, ТРЦ «Вива Лэнд»                                          |
| «Zoom Cinema»           | 2018                    | 9                |                                           | Московское шоссе, 205 (этаж 3)                                            |

Ранее также существовали и были закрыты кинотеатры: «Вертикаль» (заменён на «ёКино»), «Мягкий Кинотеатр» в Мега Сити (заменен на New Cinema), «Каро 8».

### Библиотеки
Сегодня на территории Самарской области находится 831 библиотека, из них 614 — сельские. В самой же Самаре, как правило, сосредоточены крупнейшие библиотеки области, как универсальные, так и специализированные. Среди них можно выделить библиотеки, являющиеся подведомственными учреждениями правительства Самарской области:
- Самарская областная универсальная научная библиотека,
- Самарская областная детская библиотека,
- Самарская областная библиотека для молодёжи,
- Самарская областная библиотека для слепых[262].

Самарская областная универсальная научная библиотека (проспект Ленина, 14) — учреждение, входящее в десятку крупнейших областных библиотек Российской Федерации. Общедоступная научная библиотека универсального профиля, центральное хранилище краеведческой, отечественной и иностранной литературы Самарской области, универсальный областной центр МБА. Библиотечное, справочно-библиографическое и информационное отслеживание взрослого населения, доступ к электронным информационным ресурсам.
Самарская областная детская библиотека (Невская улица, 8) — библиотека для дошкольников и учащихся 1—9 классов, использует традиционные и мультимедийные издания, библиотека занимается справочно-библиографическим обслуживанием, изданием методических материалов.
Самарская областная юношеская библиотека (проспект Ленина, 14) — библиотека для юношества, с 14 до 25 лет, педагогов, библиотекарей, организаторов досуга, в наличии имеется электронный каталог, базы данных по актуальным молодёжным проблемам.
Самарская областная библиотека для слепых — единственная библиотека в Самарской области, имеющая все условия для предоставления информации лицам с нарушениями зрения. Фонд библиотеки состоит из «говорящих книг» на цифровых носителях, а также рельефно-точечной и плоскопечатной литературы по различным областям знаний. Особое значение имеет литература по тифлологии (книги по офтальмологии, тифлопедагогике, пособия по системе Брайля).

### Другое
- Самарский государственный цирк имени Олега Попова (Молодогвардейская ул., 220)
Открыт 14 августа 1969 года. В 1962 году после сноса Цирка «Олимп» труппа переехала в современное здание. В 2007 году Самарскому цирку присвоено имя Олега Попова. Девиз цирка: «Утром встал — улыбнись!»[источник не указан 544 дня]
- Самарский зоологический парк (Ново-Садовая ул., 146)
Зоопарк был основан Алексеем Ивановичем Дегтярёвым в 1992 году. Основой коллекции стали животные, переданные в дар городу кооперативом «Теремок», который был лишён дальнейшей возможности размещаться в здании Госцирка. До декабря 1997 года Самарский зоопарк не имел стационарных помещений и размещался летом в Парке имени Юрия Гагарина, а зимой — в теплицах садоводческого товарищества. 7 марта 1998 года парк обосновался на стационарной территории и открыл свои двери для посетителей. В настоящее время готовится проект нового зоопарка (общей площадью 107 га) на территории лесопарка имени 60-летия Советской Власти, в 5 раз превышающей площадь московского зоологического парка[источник не указан 544 дня].

## Достопримечательности

### Архитектура
Архитектурную ценность придают Самаре разнообразные здания, среди которых много исторических памятников. В застройке города можно выделить пять исторических слоёв:
- 1586—1706 — «Древний город»,
- 1706—1780 — «Земляной вал»,
- 1780—1850 — «Уездный город»,
- 1850—1917 — «Губернский город»,
- 1960—1970 — «Космический Куйбышев»[265].

Сохранившееся до наших дней архитектурное наследие, одно из самых богатых в современной России, представлено всеми стилями, распространёнными в России того времени. Наиболее широко представлены произведения архитектурной эклектики, русского и кирпичного стилей, исторических и романтических стилизаций начала XX века и модерна.
Самара многим обязана меценатам-купцам Емельяну Николаевичу и Антону Николаевичу Шихобаловым, на средства которых в городе были построены кафедральный собор, приюты и богадельни, народная больница — в ней половина больных лечилась бесплатно. Богатые местные купцы и промышленники часто инициировали проведение конкурсов на проекты своих особняков, а постройки эти украшают город и по сей день.
- Дача купца К. П. Головкина
- Особняк Ивана Андреевича Клодта
- Крестьянский поземельный банк на улице Куйбышева, 153
- Здание Госбанка
- Комсомольская площадь
- Самарский областной художественный музей
- Дом-музей Александры Курлиной
- Жигулёвский пивоваренный завод
- Старый жилой дом в центре города
- Двор в частном секторе в центре Самары
- Старый дом в центральной части города

### Площади
В городе насчитывается семнадцать разнообразных площадей: начиная с небольшой площади Дзержинского и заканчивая одной из крупнейших в Европе — площади Куйбышева.
Больше всего площадей расположено в Ленинском и Октябрьском районах города. В двух районах города — Советском, Красноглинском — площади отсутствуют.
- Площадь Куйбышева — крупнейшая площадь Европы и седьмая по величине в мире. Занимает 174 тыс. м². По углам площади располагаются четыре сквера, поэтому 8 гектаров её территории покрыто асфальтом, 7 — цветниками и зелёными насаждениями.
- Площадь Славы — на площади расположены здание Администрации Самарской Области, Храм Георгия Победоносца, монумент Славы и Вечный огонь. Самарская площадь совместно с прилегающими к ней сквером Победы (в котором расположен 30-струйный фонтан) и площадью Славы составляет единый архитектурный ансамбль.
- Площадь имени Василия Чапаева — к площади примыкают Струковский сад, Самарский драматический театр, здание СГАКИ, музей Бункер Сталина в Самаре и музей истории войск Приволжско-Уральского военного округа. На площади возведён в 1932 году многофигурный памятник чапаевцам. Высота памятника 10 м, размеры в плане 17 на 22 м.
- Площадь Кирова — площадь в Кировском районе города Самары, на которой стоит Дом культуры имени Литвинова. Площадь ограничена улицей Физкультурная, улицей Победы, улицей Каховская и проспектом Кирова.
- Площадь Алексея Росовского находится в Промышленном районе, в пешеходной зоне улицы Стара-Загора около бывшего кинотеатра «Шипка»
- Площадь Мочалова находится в Кировском районе, на пересечении проспекта Металлургов и улицы Марии Авейде

- Площадь Революции
- Площадь Чапаева

### Памятники, монументы
В городе расположено большое количество именных памятников, больших и малых скульптурных форм, монументы и мемориалы, памятные доски, памятные символы, а также памятники технике.
Из наиболее известных можно выделить:
- Памятник Василию Чапаеву (площадь Чапаева) — архитектор — Иосиф Лангбард, скульптор — Матвей Манизер. На постаменте памятника установлена доска с цитатой Владимира Ленина: «Бейтесь до последней капли крови, товарищи! Держитесь за каждую пядь земли! Будьте стойки до конца! Победа недалека, — победа будет за нами!» — Ленин, 1919 г.
- Памятник Валериану Куйбышеву (площадь Куйбышева) — архитектор — Ной Троцкий, скульптор — Матвей Манизер.
- Поклонный крест Кириллу и Мефодию (улица Вилоновская, возле Иверского женского монастыря) — установлен 27 мая 1994 года. Скульпторы — Вячеслав Клыков, Иванович А. И.
- Памятник Владимиру Высоцкому (сквер им. Высоцкого, пересечение улиц Ленинградской и Галактионовской), скульптор — Иван Мельников.
- Горельеф «Скорбящей Матери-Родине» (площадь Славы) — вечный огонь монумента был зажжён 5 сентября 1971 года — в год тридцатилетия начала Великой Отечественной войны в память о 225 тысячах уроженцах Куйбышева и Куйбышевской области, павших на полях сражений. Огонь горит в окружении пилонов, на которых высечены имена Героев Советского Союза и полных кавалеров орденов Славы. Скульптор — Бондаренко П., Кирюхин О. Архитектор — Самсонов А.
- Монумент Славы (площадь Славы) — один из главных символов города, созданный по проекту скульпторов П. Бондаренко, О. Кирюхина и архитектора А. Самсонова. Открыт 5 сентября 1971 года. На 40-метровом пьедестале — 13-метровая фигура рабочего, держащего в поднятых руках крылья. Памятник символизирует собой вклад самарцев в создание авиационной промышленности страны.
- Стела «Ладья» (Октябрьская набережная) — установлена в честь 400-летия образования Самары. Архитекторы — Игорь Галахов и Янкин.
- Памятный комплекс ракеты-носителя «Союз» (пересечение проспекта Ленина и улицы Ново-садовой) — установлен в честь 40-летия первого полёта человека в космос. Архитектор — В. Жукова и Александр Темников.
- Памятник товарищу Сухову (набережная Волги между Некрасовским и Ленинградским спусками) — установлен в честь главного героя фильма «Белое солнце пустыни» красноармейца Фёдора Ивановича Сухова. Скульптор Константин Чернявский.

- Памятник Эльдару Рязанову — установлен 27 октября 2017 года. Скульптор — Важа Микаберидзе.
- Памятник «Пограничникам всех поколений» — установлен в мае 2018 года в парке 30-летия Победы[267].
- Памятник Д. Шостаковичу известного скульптора Зураба Церетели — установлен в сентябре 2019 года в сквере на площади Куйбышева, где расположен Самарский театр оперы и балета, в котором состоялась премьера Седьмой симфонии композитора[268].
- Памятник конструктору Дмитрию Козлову — установлен в октябре 2019 года рядом с музеем «Самара космическая». Автор — местный скульптор Карен Саркисов[269].
- Мемориал на месте захоронения жертв репрессий 1930—1940 годов (Самара) — установлен в октябре 1989 года в парке имени Юрия Гагарина.

### Парки, скверы
- Струковский сад (также известен как Парк имени М. Горького) — старейший парк города, расположенный на берегу Волги в Ленинском районе, рядом с Самарским академическим театром драмы имени М.Горького[270].
- Парк культуры и отдыха имени Юрия Гагарина — детский парк, в котором имеются искусственный канал, лодки и водные велосипеды, аттракционы, по краям тихие аллеи, военная техника времён ВОВ (к настоящему времени сохранился один танк Т-34-85 поздней модификации), множество летних и стационарных кафе.
- Центральный парк культуры и отдыха имени Максима Горького (также известен как Загородный парк) — лесопарковая зона с аллеями. Кафе и ресторан, аттракционы, катание на лошадях, школа верховой езды, зимой горнолыжная и сноубордистская трасса с подъёмником. Обзорные площадки, спуск к пляжу.
- Парк «Воронежские озёра» — парковая зона в Промышленном районе с природным комплексом из трёх озёр и многолетними дубами, признанными памятниками природы.
- Детский парк имени Николая Щорса (также известен как парк Щорса) — парковая зона в Железнодорожном районе площадью 3,2 га с лесной зоной, мозаичными скульптурами и памятниками героям войны. В парке расположена единственная в Самаре детская железная дорога[271][272].

### Рекреация
Туристско-рекреационный кластер города и области в настоящее время находится на стадии формирования и представляет собой систему со средним уровнем экономического развития.
На данный момент туристская инфраструктура в области представлена достаточно широко: свыше 100 гостиниц, более 50 санаториев, 122 базы отдыха, 74 детских оздоровительных лагеря. Наличие в области памятников природы (580 объектов), истории (3636 объектов), религиозных объектов, а также большие культурно-рекреационные возможности являются хорошей предпосылкой для создания востребованных туристических программ.
Потенциальной туристической привлекательностью обладает национальный парк «Самарская Лука» и один из старейших природных заповедников, Жигулёвский заповедник имени И. И. Спрыгина.
Толчком к развитию туристической информационной системы Самарской области стала деятельность в рамках реализации областной целевой программы «Развитие туризма в Самарской области» на 2004—2008 годы.
- «Вертолётная площадка» в посёлке Управленческий, Красноглинского района Самары. Великолепный панорамный вид на Волгу и Жигулёвские горы. Ресторан, кафе, благоустроенный скверик и лавочки.
- Набережная Волги. Одна из самых красивых и протяжённых набережных среди волжских городов. Отличается широкими и комфортабельными песчаными пляжами протяжённостью 6—7 км, на которых могут позагорать и искупаться в Волге все желающие. Летом здесь можно также отдохнуть в одном из многочисленных кафе, ресторанов, нескольких ночных клубах и развлекательном центре; зимой здесь можно покататься на лыжах, коньках, искупаться в проруби (если вы «морж»), или просто полюбоваться живописными Волжскими далями. Некоторые кафе работают и зимой.
- Самарская Лука и Жигулёвские горы. Самарская область находится в среднем течении Волги, где она образует крутую излучину — Самарскую Луку. В северной части Самарской Луки находятся горы Жигули (высота до 375 м), которые круто обрываются в сторону Волги. Одно из самых живописных мест Поволжья. Несмотря на то, что Жигули находятся посреди густонаселённого района, они сохранили своеобразную флору и фауну.
- В Красноглинском районе, в посёлке Красная Глинка, расположен горнолыжный комплекс «Красная Глинка»[274].
- Поджабный остров
- Самара-арена. Стадион, специально построенный к Чемпионату мира по футболу 2018. Стадион расположен в самой высокой точке города (площадка у Радиоцентра). Другое название стадиона — Космос Арена, поскольку по своему внешнему виду она напоминает звезду или взлетающую ракету.

## Общественные мероприятия
На территории Самары постоянно проходят международные фестивали, научные съезды и другие общественные мероприятия. Среди них наиболее известны:
- Самарская ассамблея — ежегодный съезд деятелей культуры и науки. Первая ассамблея была проведена в год празднования 150-летия губернии и теперь проводится ежегодно. Программа мероприятия занимает несколько дней сентября, в течение которых на разных площадках города проходят фестивали, семинары, театральные и цирковые представления, концерты, выставки[источник не указан 100 дней];
- Международный фестиваль искусств «Самарская осень» — традиционный фестиваль искусств проводится в здании Самарской филармонии в первой половине октября. В его рамках выступают разнообразные исполнители, группы, хореографические коллективы, оркестры;
- Рок-фестиваль «Ка4ели» — музыкальный фестиваль, проводившийся с 2007 по 2010 год[275], давал возможность небольшим рок-коллективам выступать наряду с известными музыкантами;
- Международный фестиваль «Кино детям» — проводится с 1995 года[источник не указан 100 дней];
- С 1994 года проводится каждые два года международный фестиваль-лаборатория театров для детей и молодёжи «Золотая репка». В качестве основной сцены используется театр «СамАрт»[276][277];
- Международный музыкальный фестиваль «Jazz-весна в Самаре» проводится раз в два года в марте, на сцене самарской филармонии и на других концертных площадках[278];
- Самарский карнавал — проводился с 2002 года в августе, проходил по Волжскому проспекту, протянувшемуся вдоль берега Волги. Включал карнавальное шествие и тематические площадки;

- Девятнадцатый саммит «Россия — Евросоюз» прошёл в Самаре в мае 2007 года. На встрече присутствовали президент России Владимир Путин, премьер Михаил Фрадков, канцлер Германии Ангела Меркель и председатель Еврокомиссии Жозе Мануэль Баррозу[279]. На саммите обсуждался широкий круг проблем, в том числе ситуацию с вето Польши на обсуждение нового Соглашения между РФ и ЕС, ситуацию в Эстонии, проблему демократии в России, ситуацию с «маршами несогласных», проблему ДОВСЕ, планы США разместить элементы ПРО в Европе;
- Восьмые молодёжные Дельфийские игры «Молодость России» проводились в Самаре в период с 15 по 20 мая 2009 года. В Играх принимали участие 2092 молодых участников в возрасте от 10 до 25 лет из 75 субъектов Российской Федерации, прошедшие отборочные туры на региональном уровне[280], участвующих в 26 конкурсных номинациях, среди которых театр, художественное чтение, классическая гитара, керамика, изобразительное искусство, академическое, народное, эстрадное пение, народный, современный танец и другие;
- Во время проведения Ширяевской биеннале современного искусства задействуются выставочные площадки и улицы города Самары;
- Всероссийский фестиваль авторской песни имени Валерия Грушина — Гру́шинский фестиваль («Гру́шинка», «Гру́ша») — песенный фестиваль, с 1968 года регулярно проводимый в июле под Самарой на Мастрюковских озёрах. В 2000 году собрал рекордное количество участников — около 210 тысяч человек из 139 городов. В городе традиционно проходит заключительный концерт летнего фестиваля и все концерты зимнего Грушинского;
- Метафест — ежегодный мультиформатный музыкальный фестиваль на открытом воздухе, проходящий на территории Мастрюковских озёр с 2007 года;
- Рок над Волгой — международный рок-фестиваль, проводился с 2009 по 2013 год в начале июня, посвящённый Дню России. Место проведения первых трёх фестивалей — поле неподалёку от посёлка Красный Пахарь (23 км Московского шоссе). В 2012 году фестиваль прошёл на поле «Петра Дубрава» между посёлками Петра-Дубрава, Стройкерамика, Смышляевка с организацией парковки вокруг недостроенной магистрали «Центральная». В 2013 году фестиваль прошёл 8 июня на площадке недалеко от посёлка Петра-Дубрава. В 2009 году на концерте присутствовало 167 000 человек, в 2010 году — 220 000 человек, в 2011 — 253 000 человек, в 2012 — 307 000 человек, в 2013 — свыше 691 000 человек.

## Средства массовой информации

### Телевидение
Телевизионное вещание в городе появилось 12 марта 1958 года, когда вышла в эфир первая передача Комитета по телевидению и радиовещанию Куйбышевского облисполкома (Куйбышевское телевидение). Само же решение о строительстве Куйбышевского телецентра было принято в 1954 году, в феврале 1957 были завершены строительные работы и начат монтаж оборудования. В 1964 году была принята в эксплуатацию новая радиорелейная линия, позволяющая принимать передачи Центрального телевидения. В 1966 году было положено начало трансляций на 2 программе куйбышевского телевидения. В ноябре 1980 года Куйбышевский телецентр полностью перешёл на передачи в цветном изображении.
Ранее в городе вещали местные телеканалы «Орион» (1990—2006), Терра (1998—2021), «ТЕРРА 360° Самара» (2017—2021), «ДЛД», «РИО» (1993—2011), «СТС-Волга», «Форум», «Шторм ТВ», «ТСМ», «Регион ТВ (РТВ)», «СКАТ 24», «М1», «МВ-Самара», «Диалог».
В городе возможен просмотр двух эфирных аналоговых телеканалов — Суббота! и Ю, а также местных кабельных телеканалов «ГТРК Самара» (на частотах Россия-1, Россия-24), Губерния (собственное программирование, на частоте ОТР), «Самара-ГИС», «СКАТ», #ё.
В ноябре 2012 года Самарский телецентр начал трансляцию в тестовом режиме первого мультиплекса цифрового эфирного телевидения в стандарте DVB-T2 на 27-м канале (522 Mhz). В марте 2014 года в Самаре началась трансляция в тестовом режиме второго мультиплекса цифрового эфирного телевидения в стандарте DVB-T2 на 57-м канале (762 Mhz).
| ТВК | Название |
| --- | -------- |
| 35  | Ю        |
| 40  | Суббота! |

Кроме эфирных каналов в городе возможен просмотр кабельных каналов, таких операторов, как: «Волгателеком», TeleNet, Диван ТВ, MyBox, и спутникового телевещания: НТВ-Плюс, Триколор, Спутник-ТВ.

### Радиостанции
История радио в Самаре началась в 1918 году, когда на территории Самарского почтово-телеграфного округа стали появляться почтовые радиостанции. В 1926 году в городе была построена широковещательная радиостанция, которая получила название РВ-16. Пробные передачи этой радиостанции начались 18 ноября, а в постоянную эксплуатацию она была принята 30 декабря 1926 года. В августе 1928 года в Самаре по инициативе работников радиостанции РВ-16 был организован радиотрансляционный узел, осуществлявший проводное радиовещание.
По состоянию на апреля 2024 года в Самаре работают 33 радиостанции.
| Название                   | Частота   |  | Название              | Частота   |
| -------------------------- | --------- |  | --------------------- | --------- |
| Радио Гордость             | 88,2 МГц  |  | Радио МИР             | 88,7 МГц  |
| Радио Русский Хит          | 89,2 МГц  |  | Новое Радио           | 89,6 MГц  |
| Радио Монте-Карло          | 91,0 МГц  |  | Business FM           | 91,5 МГц  |
| Радио Маяк                 | 92,1 МГц  |  | Радио Губерния        | 92,5 МГц  |
| Наше Радио                 | 92,9 МГц  |  | Вести FM              | 93.5 МГц  |
| Радио России / ГТРК Самара | 95,3 МГц  |  | Юмор FM               | 95,7 МГц  |
| Радио Шансон               | 96,3 МГц  |  | Радио Вера            | 96,8 МГц  |
| Дорожное Радио             | 97,3 МГц  |  | Love Radio            | 97,8 МГц  |
| Радио Комсомольская Правда | 98,2 МГц  |  | Ретро FM              | 98,6 МГц  |
| Радио Sputnik              | 99,1 МГц  |  | Европа Плюс           | 99,9 МГц  |
| Русское радио              | 100,3 МГц |  | Маруся FM             | 101,0 МГц |
| Радио Рекорд               | 101,5 МГц |  | Радио Дача            | 102,1 МГц |
| Радио ENERGY               | 102,5 МГц |  | DFM                   | 102,9 МГц |
| Радио Мегаполис (Самара)   | 103,6 МГц |  | Радио Самара-Максимум | 104,3 МГц |
| Авторадио                  | 104,8 МГц |  | Comedy Radio          | 105,4 МГц |
| Радио Ваня                 | 106,1 МГц |  | Хит FM                | 106,6 МГц |
| Детское радио              | 107,2 МГц |  |                       |           |

### Пресса
Пресса представлена как развлекательными и рекламно-информационными изданиями («ТЕЛЕСЕМЬ-САМАРА», «ТЕЛЕНЕДЕЛЯ для всей семьи», «Самарский футбол», «Ваш выбор — вся Самара», «Ваш выбор — весь регион», «Пульс Поволжья»), так и общественно-политическими («Самарское обозрение», «Волжская коммуна», «Ветераны Поволжья»).
Старейшими общественно-политическими газетами в Самарской области являются «Самарская газета» (первый номер «Самарской газеты» вышел в январе 1884 года. На её страницах публиковал свои фельетоны Максим Горький под псевдонимом Иегудил Хламида) и «Волжская коммуна», основанная в 1907 году. Газета издаётся с периодичностью 4 раза в неделю тиражом 85 тысяч экземпляров.
Официальным изданием КПРФ на территории Самарской области является газета «Трудовая Самара». Газета учреждена в 1993 году. Выходит раз в неделю тиражом 4 тысячи экземпляров.
Официальным изданием партии «Единая Россия» на территории Самарской области является газета «Единая Россия. Самарский регион». Газета издаётся с периодичностью 1 раз в неделю.
Лидерами по тиражному изданию являются бесплатные рекламно-информационные газеты «Ва-Банкъ» (210 тысяч экземпляров), «Молния — городская газета» (200 тысяч экземпляров), «TV-PRESS Неделя» (200 тысяч экземпляров).

## Связь
Телефонный код
Междугородный телефонный код города Самары и Самарской области: +7 (846)
- междугородный телефонный номер — 11 цифр с междугородным кодом города: +7 846 227-93-44
- номер мобильного телефона в федеральном формате — 11 цифр с кодом оператора связи: 8 901 266-48-75
- короткие справочные и мобильные номера телефонов: 01, 112

Почтовая связь
Одна из первых регулярных почт России, между Самарской и Орской крепостью, была учреждена в 1742 году. В 1851 году уездная почтовая контора была преобразована в губернскую контору II класса. В 1866 году была учреждена земская почта, а в 1872 году была основана и приступила к работе Самарская городская почта.
В 1993 году было образовано государственное учреждение УФПС Самарской области, 1 февраля 2004 года оно вошло в состав предприятия ФГУП «Почта России».
Стационарная связь
Стационарная телефонная связь появилась в городе в 1888 году, начала действовать первая телефонная сеть на 10 абонентов. 1 июля 1895 года в Самаре была открыта телефонная станция ёмкостью 300 номеров. Таким образом, к концу 1895 года уже более 120 жителей Самары имели телефонные аппараты.
С первых дней работы самарской почты и телеграфа, а также с появлением радио и телефона этими средствами связи стали активно пользоваться жители и предприятия города. Возникла необходимость упорядочения работы средств связи и контроля за развитием этой отрасли народного хозяйства, в результате чего 9 октября 1922 года был образован Средне-Волжский округ Народной связи в составе Самарской, Симбирской и Пензенской губерний с центром в Самаре.
На данный момент стационарную связь в городе осуществляют следующие компании и организации:
- Ростелеком
- Самара-Телеком
- Связьинформ
- ИнфоЛада
- ТрансТелеКом
- Совинтел
- Опти-Телеком
- ЭР-Телеком
- КОМСТАР и другие.

Интернет
Интернет впервые появился в Самаре в 1994 году. По темпам развития он уступает только сотовой связи.
Мобильная связь
Первые операторы сотовой связи появились в Самаре в середине 1990-х годов. Это были компании сотовой связи «Билайн-Самара» (1995 год) и ЗАО «СМАРТС» (1991 год). В 2001 году на Самарском рынке сотовой связи появилась компания «МегаФон», в 2003 году — компания «ВымпелКом», в 2004 году — компания «Стриж» — подразделение Самарского филиала ОАО «Волгателеком», в 2013 году «Ростелеком», с 30 марта 2016 года — «Tele2 Россия». Рынок сотовой связи развивается в Самаре так быстро, что в 2006 году число зарегистрированных абонентов в Самарской области превысило число жителей области — более 3,2 млн абонентов.
| Поколение | Стандарт мобильной связи | Операторы                                  |
| --------- | ------------------------ | ------------------------------------------ |
| 2         | GSM                      | Билайн, МегаФон, МТС, СМАРТС, Tele2 Россия |
| 2,5       | GPRS                     | Билайн, МегаФон, МТС, СМАРТС, Tele2 Россия |
| 2,75      | EDGE                     | Билайн, МегаФон, МТС, СМАРТС. Tele2 Россия |
| 3         | CDMA-450                 | Sky Link                                   |
| 3,5       | 3G, HSDPA                | Билайн, МегаФон, МТС, Tele2 Россия         |
| 4         | 4G, LTE                  | МТС, Билайн, МегаФон, Yota, Tele2 Россия   |

## Внешние связи

### Города-побратимы
- Сент-Луис (штат Миссури, США), 1994 год
- Стара-Загора (Болгария).

Соглашение между Администрацией города Самары и Администрацией города Стара-Загора об экономическом, научно-техническом и культурном сотрудничестве от 30 октября 1992 года.
Дружеская связь между Самарой и Болгарией существует с 1877 года. Самарское знамя, вышитое монахинями Иверского женского монастыря, было подарено жителями Самары болгарским ополченцам во время Русско-турецкой войны. Знамя было вручено болгарским ополченцам недалеко от города Плоешти 18 мая 1877 года самарской делегацией, возглавляемой Ефимом Кожевниковым и Петром Алабиным. С самарским знаменем ополченцы сражались в битве за Стара-Загору и Нова-Загору, за Шипку и Шейново.
- Штутгарт (Германия), 29 июня 1992 года

### Города-партнёры
Партнёрство с зарубежными городами
- Витебск (Беларусь), 11 мая 2001 года
- Гомель (Беларусь), 25 мая 2000 года
- Днепр (Украина), 16 сентября 2001 года, прекращено 7 сентября 2016 года[299]
- Самарканд (Узбекистан)
- Копер (Словения), 14 ноября 2008 года[300]
- Палермо (Италия), 25 сентября 2008 года
- Чжэнчжоу (Китай), 11 апреля 2002 года
- Шэньчжэнь (Китай) 18 марта 2010 года
- Могилёв (Беларусь), 11 октября 2018 года[301]

Партнёрство с городами России
Среди городов России Самара сотрудничает с Волгоградом, Нижним Новгородом, Калининградом, Екатеринбургом, Санкт-Петербургом, Пермью, Астраханью, Феодосией на основании следующих документов:
- Соглашение о сотрудничестве в области промышленной деятельности, науки и технологий между городами Самара и Волгоград (13 сентября 1997 года).
- Соглашение об экономическом, правовом, научно-техническом и культурном сотрудничестве между Самарой и Нижним Новгородом (27 октября 1998 года).
- Соглашение о сотрудничестве Самары и Калининграда (11 июня 1999 года).
- Соглашение о сотрудничестве в области торгово-экономических, научно-технических, культурных и социальных отношений между городами Самара и Екатеринбург (20 февраля 2003 года).
- Соглашение о сотрудничестве в торгово-экономической, научно-технической, культурной и социальной областях между городами Самара и Санкт-Петербург (15 апреля 2003 года).
- Соглашение о сотрудничестве в области торгово-экономических, научно-технических, культурных и социальных отношений между городами Самара и Пермь (14 августа 2003 года).
- Договор о социально-экономическом сотрудничестве между администрациями городов Астрахани и Самары (21 августа 2003 года).

### Консульства
- Почётное Консульство Италии в Самарской области и Республике Татарстан.

(улица Степана Разина, 71А; визовый центр: ул. Льва Толстого, 29)
- Консульство Республики Словении в Самаре с консульским округом «Самарская область».

(Московское шоссе, 4А)
- Генеральное консульство и визовый отдел Республики Кипр

(ул. Чапаевская, 189)
- Объединённый визовый центр

(улица Мичурина, 78)

### Международные программы
- Альянс Франсез Самара (фр. Alliance française de Samara).

Представляет связь между Посольством Франции и Самарским регионом.
(улица Высоцкого, 10)

### Членство в организациях
- Ассоциация городов Поволжья (с 27 октября 1998 года)
- Международная Ассамблея столиц и крупных городов (с 2008 года)
- Союз российских городов
- Ассоциация муниципальных образований Самарской области (с 2010 года)
- Евразийское региональное отделение Всемирной организации «Объединённые города и местные власти» (с 2012 года)[303]

### Торгово-промышленная палата Самарской области
- Торгово-промышленная палата Самарской области учреждена 24 декабря 1988 года.

Одним из главных видов деятельности Торгово-промышленной палаты Самарской области является объединение коммерческих организаций и предпринимателей в единую систему, с целью содействия развитию экономики Самарской области и её интегрированию в мировое экономическое пространство.
(улица Алексея Толстого, 6)

## Городские легенды
В городе наибольшей популярностью пользуются городские легенды, связанные с подземными объектами и подземными тоннелями. Первым человеком, запустившим легенду о «невероятных сооружениях», стал В. Резун. В своей книге «День М» он рассказал о создании в недрах гор на территории города Куйбышева запасного государственного командного штаба — командного центра на Красной Глинке. По другим легендам говорится, что в районе Струковского Сада есть колодцы, ведущие в тоннель или сеть тоннелей под Волгой, через которые можно пройти под рекой и выйти на другом её берегу или на островах. Слухи о наличии сети подземных коммуникаций вызваны наличием в черте города крупной пещеры братьев Греве, а также большим количеством подземных сооружений, таких как Бункер Сталина, Бункер Берии и бывший бункер Штаба Армии.
Другая популярная городская легенда рассказывает о Зоином стоянии (также известном как «Каменная Зоя»). Согласно рассказам, окаменение человека в Самаре (тогда г. Куйбышев) произошло 31 декабря 1956 года в доме 84 по улице Чкалова. Данная история стала настолько популярной, что постепенно распространилась за пределы города, а потом и области. По мотивам данной истории в 2009 году был снят художественный фильм «Чудо» (режиссёр Александр Прошкин).